# Danh sách tập phim One Piece (Mùa 1 – 14)
Đây là danh sách tập của loạt anime One Piece được chuyển thể từ manga cùng tên của họa sĩ Oda Eiichiro. Được sản xuất bởi Toei Animation, đạo diễn bởi Uda Konosuke và
Sakai Munehisa, được phát sóng trên kênh Fuji TV tại Nhật Bản  từ 20 tháng 10 năm 1999 đến nay . Còn tại Việt Nam, 312 tập phim đầu được phát sóng trên kênh HTV3 từ ngày 29 tháng 10 năm 2015 đến ngày 12 tháng 4 năm 2017. Từ ngày 12 tháng 12 năm 2017 đến nay loạt phim được POPS Anime mua bản quyền, và bắt đầu phát hành nối tiếp từ tập 313 trở đi từ ngày 4 tháng 6 năm 2019 trên YouTube và ứng dụng POPS. Trong phiên bản lồng tiếng Việt: Từ tập 1 đến tập 312 được lồng tiếng bởi Công ty Cổ phần Truyền thông Thanh Thiếu Nhi (TTN Media) và từ tập 313 trở đi được lồng tiếng bởi Công Ty TNHH Ace Media.

## Tổng quan
| Tên | Tên | Tên                                                          | Số tập | Ngày phát sóng gốc                   | Ngày phát sóng tiếng Việt             |
| --- | --- | ------------------------------------------------------------ | ------ | ------------------------------------ | ------------------------------------- |
|     | 1   | Biển Đông                                                    | 61     | 20 tháng 10, 1999 – 7 tháng 3, 2001  | 29 tháng 10, 2015 – 5 tháng 4, 2016   |
|     | 2   | Tiến vào Đại Hải Trình                                       | 16     | 21 tháng 3, 2001 – 19 tháng 8, 2001  | 6 tháng 4, 2016 – 27 tháng 4, 2016    |
|     | 3   | Gặp Chopper tại Đảo Mùa Đông                                 | 14     | 26 tháng 8, 2001 – 9 tháng 12, 2001  | 28 tháng 4, 2016 – 17 tháng 5, 2016   |
|     | 4   | Vương quốc Alabasta                                          | 39     | 9 tháng 12, 2001 – 27 tháng 10, 2002 | 18 tháng 5, 2016 – 11 tháng 7, 2016   |
|     | 5   | Những giấc mơ                                                | 13     | 3 tháng 11, 2002 – 2 tháng 3, 2003   | 12 tháng 7, 2016 – 28 tháng 7, 2016   |
|     | 6   | Đảo Trên Trời Skypiea                                        | 52     | 9 tháng 2, 2003 – 13 tháng 6, 2004   | 29 tháng 7, 2016 – 10 tháng 10, 2016  |
|     | 7   | Tẩu thoát khỏi Pháo đài Hải Quân & đụng độ Băng hải tặc Foxy | 33     | 20 tháng 6, 2004 – 27 tháng 3, 2005  | 11 tháng 10, 2016 – 24 tháng 11, 2016 |
|     | 8   | Đảo Water 7                                                  | 35     | 17 tháng 4, 2005 – 30 tháng 4, 2006  | 25 tháng 11, 2016 – 12 tháng 1, 2017  |
|     | 9   | Đảo Tư Pháp Enies Lobby                                      | 73     | 24 tháng 5, 2006 – 23 tháng 12, 2007 | 13 tháng 1, 2017 – 27 tháng 6, 2019   |
|     | 10  | Thriller Bark                                                | 45     | 6 tháng 1, 2008 – 14 tháng 12, 2008  | 28 tháng 6, 2019 – 16 tháng 8, 2019   |
|     | 11  | Quần đảo Sabaody                                             | 26     | 21 tháng 12, 2008 – 28 tháng 6, 2009 | 17 tháng 8, 2019 – 15 tháng 9, 2019   |
|     | 12  | Đảo Nữ Nhi                                                   | 14     | 5 tháng 7, 2009 – 11 tháng 10, 2009  | 16 tháng 9, 2019 – 2 tháng 10, 2019   |
|     | 13  | Ngục Impel Down                                              | 35     | 18 tháng 10, 2009 – 20 tháng 6, 2010 | 3 tháng 10, 2019 – 12 tháng 11, 2019  |
|     | 14  | Tổng bộ Hải quân Marineford                                  | 60     | 27 tháng 6, 2010 – 25 tháng 9, 2011  | 13 tháng 11, 2019 – 20 tháng 1, 2020  |

## Danh sách tập
| Lưu ý | Lưu ý | Lưu ý | Lưu ý | Lưu ý | Lưu ý |
| --- | ----- | ----- | ----- | ----- | ----- |
| Ngày phát sóng tiếng Việt tại Việt Nam chỉ tính ngày ra mắt lần đầu các tập phim One Piece bản lồng tiếng Việt trên ứng dụng POPS vì đây là nền tảng mua bản quyền hợp pháp (Riêng các tập từ 313 đến 516, 892 đến 917 và từ 1018 trở đi tính theo ngày ra mắt lần đầu trên kênh Youtube POPS Anime vì các tập phim được ra mắt lần đầu tại đây.). Các tập từ 748 đến 797 và từ 892 đến 917 trong lần đầu phát hành POPS đã sử dụng bản phụ đề tiếng Việt. Về sau các tập này được POPS tái phát hành bằng hình thức lồng tiếng Việt. |       |       |       |       |       |

### Mùa 1: Biển Đông (1 - 61)
| Arc Romance Dawn             | |                      |                      |
| 1                            | "Tôi là Luffy! Tôi nhất định sẽ trở thành Vua Hải Tặc!" "Ore wa Rufi! Kaizoku Ō ni Naru Otoko Da!" (俺はルフィ!海賊王になる男だ!)                                         | 20 tháng 10 năm 1999 | 29 tháng 10 năm 2015 |
| 2                            | "Tay kiếm tài ba xuất hiện! Thợ săn hải tặc Roronoa Zoro!" "Daikengō Arawaru! Kaizokugari Roronoa Zoro" (大剣豪現る!海賊狩りロロノア·ゾロ)                                | 17 tháng 11 năm 1999 | 30 tháng 10 năm 2015 |
| 3                            | "Morgan đấu với Luffy! Cô gái xinh đẹp kia là ai?" "Mōgan tai Rufi! Nazo no Bishōjo wa Dare?" (モーガンVSルフィ!謎の美少女は誰?)                                          | 24 tháng 11 năm 1999 | 2 tháng 11 năm 2015  |
| 4                            | "Quá khứ của Luffy! Shanks Tóc Đỏ xuất hiện!" "Rufi no Kako! Akagami no Shankusu Tōjō" (ルフィの過去!赤髪のシャンクス登場)                                                | 8 tháng 12 năm 1999  | 3 tháng 11 năm 2015  |
| Arc Orange Town              | |                      |                      |
| 5                            | "Sức mạnh huyền bí! Thuyền trưởng Hề Buggy!" "Kyōfu Nazo no Chikara! Kaizoku Dōke Bagīsenchō!" (恐怖!謎の力·海賊道化バギー船長!)                                          | 15 tháng 12 năm 1999 | 4 tháng 11 năm 2015  |
| 6                            | "Tình thế hiểm nguy! Người dạy thú Mohji và Luffy!" "Zettai Zetsumei! Mōjūtsukai Mōji VS Rufi!" (絶体絶命!猛獣使いモージvsルフィ!)                                        | 29 tháng 12 năm 1999 | 5 tháng 11 năm 2015  |
| 7                            | "Trận quyết đấu! Zoro và nghệ sĩ xiếc Cabaji!" "Sōzetsu Kettō! Kengō Zoro VS Kyokugei no Kabaji!" (壮絶決闘!剣豪ゾロvs曲芸のカバジ!)                                      | 29 tháng 12 năm 1999 | 6 tháng 11 năm 2015  |
| 8                            | "Ai sẽ thắng? Cuộc chiến của những người ăn trái ác quỷ!" "Shōsha wa Dotchi? Akuma no Mi no Nōryoku Taiketsu!" (勝者はどっち?悪魔の実の能力対決!)                         | 29 tháng 12 năm 1999 | 9 tháng 11 năm 2015  |
| Arc Làng Syrup               | |                      |                      |
| 9                            | "Kẻ nói dối kinh hoàng? Thuyền trưởng Usopp!" "Seigi no Usotsuki? Kyaputen Usoppu" (正義のうそつき?キャプテンウソップ)                                                    | 12 tháng 1 năm 2000  | 10 tháng 11 năm 2015 |
| 10                           | "Gã kỳ quái! Nhà thôi miên Jango!" "Shijō Saikyō no Hen na Yatsu! Saiminjutsushi Jango" (史上最強の変な奴!催眠術師ジャンゴ)                                               | 19 tháng 1 năm 2000  | 11 tháng 11 năm 2015 |
| 11                           | "Âm mưu bị bại lộ! Quản gia hải tặc thuyền trưởng Kuro!" "Inbō o Abake! Kaizoku Shitsuji Kyaputen Kuro" (陰謀を暴け!海賊執事キャプテンクロ)                               | 26 tháng 1 năm 2000  | 12 tháng 11 năm 2015 |
| 12                           | "Đấu với thủy thủ băng Kuro! Cuộc chiến trên đồi dốc!" "Gekitotsu! Kuroneko Kaizoku-dan Sakamichi no Daikōbō!" (激突!クロネコ海賊団坂道の大攻防!)                         | 2 tháng 2 năm 2000   | 13 tháng 11 năm 2015 |
| 13                           | "Sợ hãi nhân đôi! Anh em Nyaban và Zoro!" "Kyōfu no Futarigumi! Nyāban Burazāsu VS Zoro" (恐怖の二人組!ニャーバン兄弟VSゾロ)                                              | 9 tháng 2 năm 2000   | 16 tháng 11 năm 2015 |
| 14                           | "Luffy hồi sinh ! Ranh giới sống và chết của tiểu thư Kaya!" "Rufi Fukkatsu! Kaya-ojōsama no Kesshi no Teikō" (ルフィ復活!カヤお嬢様の決死の抵抗)                         | 16 tháng 2 năm 2000  | 17 tháng 11 năm 2015 |
| 15                           | "Đánh bại Kuro! Quyết tâm đầy nước mắt của Usopp!" "Kuro o Taose! Otoko Usoppu Namida no Ketsui!" (クロを倒せ!男 ウソップ涙の決意)                                        | 23 tháng 2 năm 2000  | 18 tháng 11 năm 2015 |
| 16                           | "Bảo vệ Tiểu Thư Kaya! Băng Hải Tặc của Usopp hành động!" "Kaya o Mamore! Usoppu Kaizoku-dan dai Katsuyaku!" (カヤを守れ!ウソップ海賊団大活躍!)                           | 1 tháng 3 năm 2000   | 19 tháng 11 năm 2015 |
| 17                           | "Cơn tức giận bùng phát! Kuro và Luffy trong trận đánh cuối cùng!" "Ikari Bakuhatsu! Kuro vs Rufi Ketchaku no Yukue!" (怒り爆発!クロVSルフィ決着の行方!)                  | 8 tháng 3 năm 2000   | 20 tháng 11 năm 2015 |
| 18                           | "Ông là một người đặc biệt! Gaimon và những người bạn tuyệt vời!" "Anta ga Chinjū! Gaimon to Kimyō na Nakama" (あんたが珍獣!ガイモンと奇妙な仲間)                         | 15 tháng 3 năm 2000  | 23 tháng 11 năm 2015 |
| Arc Baratie                  | |                      |                      |
| 19                           | "Quá khứ của ba thanh kiếm! Lời hứa giữa Zoro và Kuina!" "Santōryū no Kako! Zoro to Kuina no Chikai!" (三刀流の過去!ゾロとくいなの誓い!)                                  | 22 tháng 3 năm 2000  | 24 tháng 11 năm 2015 |
| 20                           | "Đầu bếp trứ danh! Sanji và Nhà hàng nổi!" "Meibutsu Kokku! Kaijō Resutoran no Sanji" (名物コック!海上レストランのサンジ)                                                 | 12 tháng 4 năm 2000  | 25 tháng 11 năm 2015 |
| 21                           | "Đúng là một vị khách rất bất ngờ! Đĩa cơm ngon lành của Sanji và ân huệ của Gin!" "Manekarezaru Kyaku! Sanji no Meshi to Gin no On" (招かれざる客!サ ンジの飯とギンの恩) | 12 tháng 4 năm 2000  | 26 tháng 11 năm 2015 |
| 22                           | "Băng hải tặc lớn nhất! Thuyền trưởng Don Krieg!" "Saikyō no Kaizoku Kantai! Teitoku Don Kurīku" (最強の海賊艦隊!提督ドン·クリーク)                                       | 26 tháng 4 năm 2000  | 27 tháng 11 năm 2015 |
| 23                           | "Bảo vệ Baratie! Hải tặc vĩ đại - Zeff Chân Đỏ!" "Mamore Baratie! Dai Kaizoku – Akaashi no Zefu" (守れバラティエ! 大海賊·赫足のゼフ)                                      | 3 tháng 5 năm 2000   | 30 tháng 11 năm 2015 |
| 24                           | "Zoro và Mắt Diều Hâu! Kiếm khách Zoro chìm xuống biển!" "Taka no Me no Mihōku! Kengō Zoro Umi ni Chiru" (鷹の目のミホーク!剣豪ゾロ海に散る)                              | 10 tháng 5 năm 2000  | 1 tháng 12 năm 2015  |
| 25                           | "Sự trỗi dậy của cú đá phi thường! Sanji và bức tường sắt Pearl!" "Hissatsu Ashiwaza Sakuretsu! Sanji vs Teppeki no Pāru" (必殺足技炸裂!サンジVS鉄壁のパール)             | 17 tháng 5 năm 2000  | 2 tháng 12 năm 2015  |
| 26                           | "Ước mơ của Zeff và Sanji! Vùng đất trong truyền thuyết Đại Hải Trình!" "Zefu to Sanji no Yume Maboroshi no Ōruburū" (ゼフとサンジ の夢·幻のオールブルー)                 | 24 tháng 5 năm 2000  | 3 tháng 12 năm 2015  |
| 27                           | "Ác ma tàn bạo Gin! Quân sư chỉ huy Hạm đội Hải tặc!" "Reitetsu Hijō no Kijin Kaizoku Kantai Sōchō Gin" (冷徹非情の鬼人·海賊艦隊総隊長ギン)                               | 31 tháng 5 năm 2000  | 4 tháng 12 năm 2015  |
| 28                           | "Ta sẽ chiến thắng! Trận chiến cuối cùng - Don Krieg và Luffy!" "Shinanee yo! Gekitō Rufi vs Kurīku!" (死なねェよ!激闘ルフィVSクリーク!)                                  | 7 tháng 6 năm 2000   | 7 tháng 12 năm 2015  |
| 29                           | "Trận huyết chiến đã đến hồi kết thúc! Ngọn giáo niềm tin!" "Shitō no Ketchaku!Hara ni Kukutta Ippon no Yari!" (決闘の決着!腹 にくくった1本の槍!)                         | 21 tháng 6 năm 2000  | 8 tháng 12 năm 2015  |
| 30                           | "Khởi hành! Đầu bếp trên biển phiêu lưu cùng Luffy!" "Tabidachi! Umi no Kokku wa Rufi to Tomo Ni" (旅立ち!海のコックはルフィとともに)                                     | 28 tháng 6 năm 2000  | 9 tháng 12 năm 2015  |
| Arc Arlong Park              | |                      |                      |
| 31                           | "Kẻ độc ác nhất Biển Đông! Người cá Arlong!" "Higashi no Umi Saiaku no Otoko! Gyojin Kaizoku Āron!" (東の海最悪の男!魚人海賊アーロン!)                                    | 12 tháng 7 năm 2000  | 10 tháng 12 năm 2015 |
| 32                           | "Phù thủy làng Cocoyashi! Nữ chỉ huy thủy thủ băng Arlong!" "Kokoyashi Mura no Majo! Āron no On'nakanbu" (ココヤシ村の魔女!アーロンの女幹部)                              | 19 tháng 7 năm 2000  | 11 tháng 12 năm 2015 |
| 33                           | "Cái chết của Usopp? Luffy vẫn chưa tới đất liền?" "Usoppu Shisu? Rufi Jōriku wa Mada?" (ウソップ死す!?ルフィ上陸はまだ?)                                                 | 19 tháng 7 năm 2000  | 14 tháng 12 năm 2015 |
| 34                           | "Tập hợp! Usopp kể lại sự thật về Nami!" "Zen'in Shūketsu! Usoppu ga Kataru Nami no Shinjitsu" (全員集結!ウソップが語るナミの真実)                                        | 26 tháng 7 năm 2000  | 15 tháng 12 năm 2015 |
| 35                           | "Quá khứ được giấu kín! Nữ chiến binh Bellemere!" "Himerareta Kako! On'nasenshi Berumēru!" (秘められた過去!女戦士ベルメール!)                                             | 2 tháng 8 năm 2000   | 16 tháng 12 năm 2015 |
| 36                           | "Sống sót! Mẹ Bellemere và gia đình của Nami!" "Ikinuke! Haha Berumēru to Nami no Kizuna!" (生き抜け!母ベ ルメールとナミの絆!)                                            | 9 tháng 8 năm 2000   | 17 tháng 12 năm 2015 |
| 37                           | "Luffy đứng dậy! Kết cục của lời hứa bị phá vỡ!" "Rufi Tatsu! Uragirareta Yakusoku no Ketsumatsu!" (ルフィ立つ!裏切られた約束の結末)                                      | 16 tháng 8 năm 2000  | 18 tháng 12 năm 2015 |
| 38                           | "Luffy gặp rắc rối! Người Cá đấu với Băng hải tặc Luffy!" "Rufi Dai Pinchi! Gyojin vs Rufi Kaizoku-dan" (ルフィ大ピンチ!魚人VSルフィ海賊団)                               | 23 tháng 8 năm 2000  | 21 tháng 12 năm 2015 |
| 39                           | "Luffy đang chìm! Zoro và bạch tuộc Hatchi!" "Rufi Suibotsu! Zoro vs Tako no Hatchan" (ルフィ水没!ゾロVSタコのはっちゃん)                                                 | 30 tháng 8 năm 2000  | 22 tháng 12 năm 2015 |
| 40                           | "Niềm tự hào của những thủy thủ! Trận chiến oai hùng của Sanji và Usopp!" "Hokori Takaki Senshi! Gekitō Sanji to Usoppu" (誇り高き戦士! 激闘サンジとウソップ)             | 6 tháng 9 năm 2000   | 23 tháng 12 năm 2015 |
| 41                           | "Luffy giỏi nhất! Dũng khí của Nami và nhóm Mũ Rơm!" "Rufi Zenkai! Nami no Ketsui to Mugiwara Bōshi" (ルフィ全開!ナミ の決意と麦わら帽子)                                 | 13 tháng 9 năm 2000  | 24 tháng 12 năm 2015 |
| 42                           | "Arlong tấn công! Trận chiến bắt đầu!" "Sakuretsu! Gyojin Āron Umi Kara no Mōkōgeki!" (炸裂!魚人アーロン海からの猛攻撃!)                                                  | 27 tháng 9 năm 2000  | 25 tháng 12 năm 2015 |
| 43                           | "Ngày tàn của Đế chế Người cá! Nami là đồng đội của ta!" "Gyojin Teikoku no Owari! Nami wa Ore no Nakama da!" (魚人帝国の終り!ナミは俺の仲間 だ!)                         | 27 tháng 9 năm 2000  | 28 tháng 12 năm 2015 |
| 44                           | "Ra khơi với nụ cười! Tạm biệt quê hương làng Cocoyashi!" "Egao no Tabitachi! Saraba Kokyō Kokoyashi Mura" (笑顔の旅立ち!さらば故郷ココヤシ村)                            | 11 tháng 10 năm 2000 | 29 tháng 12 năm 2015 |
| 45                           | "Tiền thưởng hải tặc! Mũ Rơm nổi tiếng trên toàn thế giới!" "Shōkinkubi! Mugiwara no Rufi yo ni Shirewataru" (賞金首!麦わらのルフィ世に知れ渡る)                          | 25 tháng 10 năm 2000 | 30 tháng 12 năm 2015 |
| Arc Cuộc Phiêu Lưu Của Buggy | |                      |                      |
| 46                           | "Đuổi theo Mũ Rơm! Cuộc phiêu lưu vĩ đại của Buggy tí hon!" "Mugiwara o Oe!Chiisana Bagī no Dai Bōken" (麦わらを追え! 小さなバギーの大冒険)                               | 1 tháng 11 năm 2000  | 31 tháng 12 năm 2015 |
| 47                           | "Thời cơ đã điểm! Sự trở lại của Vua Hề Buggy!" "Omachi Ka Ne! Aa Fukkatsu no Bagī Senchō" (お待ちかね!あ あ復活のバギー船長)                                             | 8 tháng 11 năm 2000  | 1 tháng 1 năm 2016   |
| Arc Loguetown                | |                      |                      |
| 48                           | "Thành phố của sự khởi đầu và kết thúc! Cập bến Loguetown!" "Hajimari to Owari no Machi – Rōgutaun Jōriku" (始まりと終わり の町·ローグタウン上陸)                         | 22 tháng 11 năm 2000 | 4 tháng 1 năm 2016   |
| 49                           | "Sandai Kitetsu và Yubashiri! Kiếm mới của Zoro và nữ sĩ quan xinh đẹp!" "Sandai Kitetsu to Yubashiri! Zoro no Shintō to Josōchō" (三代鬼徹と雪走!ゾロの新刀と女曹長)     | 22 tháng 11 năm 2000 | 5 tháng 1 năm 2016   |
| 50                           | "Usopp và Daddy! Trận đấu lúc giữa trưa!" "Usoppu vs Kozure no Dadi Mahiru no Kettō" (ウソップVS子連 れのダディ真昼の決闘)                                                | 29 tháng 11 năm 2000 | 6 tháng 1 năm 2016   |
| 51                           | "Trận chiến bếp núc? Sanji và đầu bếp xinh đẹp!" "Honō no Ryōri Batoru? Sanji vs Bijin Shefu" (炎の料理バトル?サンジVS美人シェフ)                                         | 6 tháng 12 năm 2000  | 7 tháng 1 năm 2016   |
| 52                           | "Sự trả thù của Buggy! Người mỉm cười trên pháp trường!" "Bagī no Ribenji! Shokeidai de Warau Otoko!" (バギーのリベン ジ!処刑台で笑う男!)                                 | 13 tháng 12 năm 2000 | 8 tháng 1 năm 2016   |
| 53                           | "Huyền thoại bắt đầu! Đường đến Đại Hải Trình!" "Densetsu wa Hajimatta! Mezase Idai Naru Kōro" (伝説は始まった!目指せ偉大なる航路)                                        | 10 tháng 1 năm 2001  | 23 tháng 3 năm 2016  |
| Arc Đảo Tàu Chiến            | |                      |                      |
| 54                           | "Điềm báo về một cuộc phiêu lưu mới! Cô bé Apis!" "Arata Naru Bōken no Yokan! Nazo no Shōjo Apisu" (新たなる冒険の 予感!謎の少女アピス)                                   | 17 tháng 1 năm 2001  | 24 tháng 3 năm 2016  |
| 55                           | "Sinh vật thần thánh! Bí mật của Apis và hòn đảo truyền thuyết!" "Kiseki no Ikimono! Apisu no Himitsu to Densetsu no Shima" (奇跡の生物!アピスの秘密と伝説の島)           | 24 tháng 1 năm 2001  | 25 tháng 3 năm 2016  |
| 56                           | "Đòn tấn công của Erik! Cuộc đào thoát ngoạn mục của Gunkan!" "Erikku Shutsugeki! Gunkanjima Kara no Dai Dasshutsu!" (エリック出撃!軍艦島からの大脱出!)                   | 31 tháng 1 năm 2001  | 28 tháng 3 năm 2016  |
| 57                           | "Hòn đảo đơn độc ngoài biển xa! Đảo Mất Tích!" "Zekkai no Kotō! Densetsu no Rosuto Airando" (絶海の孤島!伝 説のロストアイランド)                                          | 7 tháng 2 năm 2001   | 29 tháng 3 năm 2016  |
| 58                           | "Đấu tay đôi! Zoro đấu với Erik!" "Haikyō no Kettō! Kinpaku no Zoro tai Erikku!" (廃虚の決闘!緊 迫のゾロVSエリック)                                                       | 21 tháng 2 năm 2001  | 30 tháng 3 năm 2016  |
| 59                           | "Luffy không có lối thoát! Kế hoạch bí mật của đô đốc Nelson!" "Rufu Kanzen Hōi! Teitoku Neruson no Hissaku" (ルフィ完全包囲!提督ネルソンの秘策)                          | 21 tháng 2 năm 2001  | 31 tháng 3 năm 2016  |
| 60                           | "Bay lên trời cao! Huyền thoại 1000 năm lặp lại!" "Ōsora o Mau Mono! Yomigaeru Sennen no Densetsu!" (大空を舞うもの!甦る千年の伝説)                                       | 28 tháng 2 năm 2001  | 4 tháng 4 năm 2016   |
| 61                           | "Cơn thịnh nộ kết thúc! Tiến vào Lục địa Đất Đỏ!" "Ikari no Ketchaku! Akai Dairiku o Norikoero!" (怒りの決着!赤い大陸を乗り越えろ!)                                       | 7 tháng 3 năm 2001   | 5 tháng 4 năm 2016   |

### Mùa 2: Tiến vào Đại Hải Trình (62 - 77)
| Arc Núi Đảo Nghịch      | |                     |                     |
| 62                      | "Chướng ngại vật đầu tiên? Cá voi khổng lồ Laboon xuất hiện" "Sasho no Toride? Kyodai Kujira Rabūn Arawareru" (最初の砦?巨大クジラ·ラブーン現る)                                | 21 tháng 3 năm 2001 | 6 tháng 4 năm 2016  |
| 63                      | "Lời hứa của một người đàn ông - Luffy và chú cá voi Laboon, Hẹn ước về ngày tái ngộ" "Otoko no Yakusoku! Rufi to Kujira Saikai no Chikai" (男の約束! ルフィとクジラ再会の誓い) | 21 tháng 3 năm 2001 | 7 tháng 4 năm 2016  |
| Arc Whiskey Peak        | |                     |                     |
| 64                      | "Thị trấn quý mến hải tặc! Whiskey Peak" "Kaizoku Kangei no Machi? Uisukīpīku Jōriku" (海賊歓迎の町? ウイスキーピーク上陸)                                                      | 15 tháng 4 năm 2001 | 8 tháng 4 năm 2016  |
| 65                      | "Tam kiếm bùng nổ! Zoro đấu với Baroque Works" "Sakuretsu Santōryū! Zoro vs Barokku Wākusu" (炸裂三刀流!ゾロVSバロックワークス)                                                 | 15 tháng 4 năm 2001 | 11 tháng 4 năm 2016 |
| 66                      | "Trận đấu thực sự - Luffy và Zoro, Cuộc chiến không khoan nhượng." "Shinken Shōbu! Rufi vs Zoro Nazo no Dai Kettō" (真剣勝負! ルフィVSゾロ謎の大決 闘!)                         | 22 tháng 4 năm 2001 | 12 tháng 4 năm 2016 |
| 67                      | "Giải cứu công chúa Vivi - Băng hải tặc Luffy lên đường" "Ōjo Bibi o Todokero! Rufi Kaizoku Dan Shukkō" (王女ビビを届 けろ! ルフィ海賊団出 航)                                  | 29 tháng 4 năm 2001 | 13 tháng 4 năm 2016 |
| Arc Diary of Coby-Meppo | |                     |                     |
| 68                      | "Cố lên Coby! - Nhật ký sự nỗ lực của Coby và Helmeppo" "Ganbare Kobī! Kobimeppo Kaigun Funtōki" (頑張れコビー! コビメッポ海軍奮闘記)                                           | 13 tháng 5 năm 2001 | 14 tháng 4 năm 2016 |
| 69                      | "Quyết tâm của Coby và Helmeppo - Niềm tự hào của trung tướng Garp" "Kobimeppo no Ketsui! Gāpu Chūshō no Oyagokoro" (コビメッポの決意! ガープ中将の親心)                        | 20 tháng 5 năm 2001 | 15 tháng 4 năm 2016 |
| Arc Little Graden       | |                     |                     |
| 70                      | "Hòn đảo thời tiền sử - Bí mật ở Little Graden!" "Taiko no Shima! Ritoru Gāden ni Hisomu Kage!" (太古の島! リトルガーデンに潜む影!)                                             | 27 tháng 5 năm 2001 | 18 tháng 4 năm 2016 |
| 71                      | "Trận quyết đấu - Hai gã khổng lồ Dorby và Brogy" "Dekkai Kettō! Kyojin Dorī to Burogī" (でっかい決闘! 巨人ドリーとブロギー)                                                    | 3 tháng 6 năm 2001  | 19 tháng 4 năm 2016 |
| 72                      | "Luffy nổi giận - Trò bẩn thỉu trong trận chiến vĩ đại" "Rufi Okoru! Seinaru Kettō ni Hiretsu na Wana" (ルフィ怒る! 聖 なる決闘に卑劣な罠)                                      | 17 tháng 6 năm 2001 | 20 tháng 4 năm 2016 |
| 73                      | "Brogy khóc trong chiến thắng - Sự trừng phạt của thần Elbaf" "Gōkyū! Erubafu no Ketchaku!" (ブロギー勝利の号泣! エルバフの決着)                                                | 24 tháng 6 năm 2001 | 21 tháng 4 năm 2016 |
| 74                      | "Sáp quỷ - Nước mắt của sự ân hận và giận dữ" "Ma no Cyandoru! Munen no Namida to Okari no Namida" (魔のキャンドル! 無念の涙と怒りの涙)                                         | 15 tháng 7 năm 2001 | 22 tháng 4 năm 2016 |
| 75                      | "Bẫy màu - Luffy bị ma thuật tấn công." "Rufi o Osō Maryoku! Karāzutorappu!" (ルフィを襲う魔力! カラーズトラップ)                                                               | 12 tháng 8 năm 2001 | 25 tháng 4 năm 2016 |
| 76                      | "Đòn phản công quyết định - Sự nhanh trí của Usopp và Kaenboshi" "Iza Hangeki! Usoppu no Kiten to Kaenboshi!" (いざ反撃!ウソップの機転と火炎星!)                                | 19 tháng 8 năm 2001 | 26 tháng 4 năm 2016 |
| 77                      | "Tạm biệt đảo của những người khổng lồ - Alabasta thẳng tiến!" "Saraba Kyojin no Shima! Arabasuta o Mezase" (さらば巨人の 島! アラバスタを目指 せ)                              | 19 tháng 8 năm 2001 | 27 tháng 4 năm 2016 |

### Mùa 3: Gặp Chopper tại Đảo Mùa Đông (78 - 91)
| #  | Tên tập phim | Ngày phát sóng gốc   | Ngày phát sóng tiếng Việt |
| -- | --- | -------------------- | ------------------------- |
| 78 | "Nami bị bệnh sao? Tuyết rơi giữa đại dương!" "Nami ga byōki? Umi ni furu yuki no mukō ni!" (ナミが病気?海に降る雪の向こうに!)                             | 26 tháng 8 năm 2001  | 28 tháng 4 năm 2016       |
| 79 | "Phục kích - Tàu Bliking và Wapol bọc sắt" "Kishū! Burikingu gō to Buriki no Waporu" (奇襲!ブリキング号とブリキのワポル)                                   | 2 tháng 9 năm 2001   | 29 tháng 4 năm 2016       |
| 80 | "Hòn đảo không có bác sĩ - Phiêu lưu trên hòn đảo không tên" "Isha no inai shima? Na mo naki kuni no bōken" (医者のいない島?名も無き国の冒険!)             | 9 tháng 9 năm 2001   | 2 tháng 5 năm 2016        |
| 81 | "Vui không? - Vị bác sĩ phù thủy" "Happī kai? Majo to yobareta isha!" (ハッピーかい?魔女と呼ばれた医者!)                                                   | 16 tháng 9 năm 2001  | 3 tháng 5 năm 2016        |
| 82 | "Quyết tâm của Dalton! Đội quân của Wapol lên bờ" "Doruton no kakugo! Waporu gundan shima ni jōriku" (ドルトンの 覚悟!ワポル軍団島に上陸)                  | 7 tháng 10 năm 2001  | 4 tháng 5 năm 2016        |
| 83 | "Hòn đảo băng giá! Lên đỉnh Drum Rockies!" "Yuki no sumi shima! Doramu Rokkī o nobore!" (雪の住む島!ドラムロッキーを登れ!)                                 | 7 tháng 10 năm 2001  | 5 tháng 5 năm 2016        |
| 84 | "Con tuần lộc mũi xanh! Bí mật của Chopper!" "Tonakai wa aoppana! Choppā no himitsu!" (トナカイは青っ鼻!チョッパーの秘密)                                  | 21 tháng 10 năm 2001 | 6 tháng 5 năm 2016        |
| 85 | "Ước mơ của kẻ bị ruồng bỏ! Bác sĩ lang băm Hiluluk" "Hamidashimono no yume! Yabu isha Hiruruku!" (はみだし者の夢!やぶ医者ヒルルク!)                       | 28 tháng 10 năm 2001 | 9 tháng 5 năm 2016        |
| 86 | "Hoa anh đào của Hiluluk - Ý chí được kế thừa" "Hiruruku no sakura to uketsugare yuku ishi!" (ヒルルクの桜と受け継がれゆく意志!)                           | 4 tháng 11 năm 2001  | 10 tháng 5 năm 2016       |
| 87 | "Chống lại Wapol! Năng lực của trái Baku Baku!" "VS Waporu gundan! Bakubaku no mi no nōryoku!" (VSワポル軍団!バクバクの実の能力!)                          | 11 tháng 11 năm 2001 | 11 tháng 5 năm 2016       |
| 88 | "Trái ác quỷ của chủng tộc Zoan - Bảy cấp độ biến hóa của Chopper" "Zōn kei akuma no mi! Choppā Shichidan Hengei" (動物系悪魔の実! チョッパー七段変形)     | 18 tháng 11 năm 2001 | 12 tháng 5 năm 2016       |
| 89 | "Khi vương quốc không còn luật lệ! Lá cờ mang ý chí bất diệt" "Ōkoku no shihai owaru toki! Shinnen no hata wa eien ni" (王国の支配終る時!信念の旗は永遠に) | 25 tháng 11 năm 2001 | 13 tháng 5 năm 2016       |
| 90 | "Hoa anh đào của Hiluluk - Sự kỳ diệu của núi Drum" "Hiruruku no sakura! Doramu Rokkī no kiseki" (ヒルルクの桜!ドラムロッキーの奇跡)                       | 2 tháng 12 năm 2001  | 16 tháng 5 năm 2016       |
| 91 | "Chào tạm biệt đảo Drum! Tàu hải tặc Luffy ra khơi!" "Sayōnara Doramujima! Boku wa umi e deru!" (さようならドラム島!僕は海へ出る!)                         | 9 tháng 12 năm 2001  | 17 tháng 5 năm 2016       |

### Mùa 4: Vương quốc Alabasta (92 - 130)
| Arc Tiến Đến Alabasta                 | |                      |                     |
| 92                                    | "Anh hùng của Alabasta - Diễn viên múa trên tàu của Luffy" "Arabasuta no eiyū to senjō no barerīna" (アラバスタの英雄と船上のバレリーナ)                                   | 9 tháng 12 năm 2001  | 18 tháng 5 năm 2016 |
| 93                                    | "Đến với vương quốc sa mạc! Bột tạo mưa và quân phiến loạn!" "Iza sabaku no kuni e! Ame o yobu kona to hanrangun" (いざ砂漠の国へ!雨を呼ぶ粉と反乱軍)                      | 16 tháng 12 năm 2001 | 19 tháng 5 năm 2016 |
| 94                                    | "Cuộc hội ngộ của những anh hùng! Hỏa trảo quyền Ace" "Gōketsutachi no saikai! Yatsu no na wa hiken no Ēsu" (豪傑達の再会!奴の名は火拳のエース)                            | 23 tháng 12 năm 2001 | 20 tháng 5 năm 2016 |
| 95                                    | "Ace và Luffy! Ký ức ấm áp và tình anh em" "Ēsu to Luffy! Atsuki omoi to kyōdai no kizuna" (エースとルフィ! 熱き想いと兄弟の絆)                                            | 6 tháng 1 năm 2002   | 23 tháng 5 năm 2016 |
| 96                                    | "Thành phố xanh Erumalu và Kungfu Dugong" "Midori no machi Erumaru to Kunfū Jugon!" (緑の町エルマル とクンフージュゴン!)                                                   | 13 tháng 1 năm 2002  | 24 tháng 5 năm 2016 |
| 97                                    | "Cuộc phiêu lưu ở vương quốc cát! Tiêu diệt quái vật trong lòng sa mạc" "Suna no kuni no bōken! Ennetsu no daichi ni sugomu mamono" (砂の国の冒険!炎熱の大地に棲む魔物)    | 20 tháng 1 năm 2002  | 25 tháng 5 năm 2016 |
| 98                                    | "Băng hải tặc tài ba của sa mạc! Những người đàn ông sống tự do" "Sabaku no kaizokudan tōjō! Jiyū ni ikiru otokotachi" (砂漠の海賊 団登場!自由に生きる男達)                | 27 tháng 1 năm 2002  | 26 tháng 5 năm 2016 |
| 99                                    | "Tâm can của bọn giả mạo - Trái tim của quân phiến loạn Kamyu!" "Nisemono no iji! Kokoro no hanrangun Kamyu!" (ニセモノの意地! 心の反乱軍カミュ!)                          | 3 tháng 2 năm 2002   | 27 tháng 5 năm 2016 |
| 100                                   | "Chiến binh phiến loạn Kohza! - Giấc mơ với Vivi" "Hanrangun senshi Kōza! Bibi ni chikatta yume!" (反乱軍戦士コー ザ!ビビに誓った夢!)                                      | 10 tháng 2 năm 2002  | 30 tháng 5 năm 2016 |
| 101                                   | "Cuộc đọ sức ngoạn mục! Ace và người bọ cạp" "Yōen no kettō! Ēsu vs otoko sukōpion" (陽炎の決闘!エースVS男スコーピオン)                                                    | 17 tháng 2 năm 2002  | 31 tháng 5 năm 2016 |
| 102                                   | "Tàn tích cổ xưa! Vivi và những người bạn" "Kiseki to maigo! Bibi to nakama to kuni no katachi" (遺跡と迷子!ビビ と仲間と国のかたち)                                       | 24 tháng 2 năm 2002  | 1 tháng 6 năm 2016  |
| 103                                   | "Quán cà phê Spider! Cuộc họp đặc vụ cấp cao lúc 8 giờ" "Supaidāzu Kafe ni hachiji teki kanbu shūgō" (スパイダーズカ フェに8時敵幹部集合)                                  | 3 tháng 3 năm 2002   | 2 tháng 6 năm 2016  |
| 104                                   | "Luffy và Vivi! Lời thề đẫm lệ cho đồng đội!" "Rufi vs Bibi! Nakama ni kakeru namida no chikai" (ルフィVSビビ!仲間に賭ける涙の誓い)                                        | 10 tháng 3 năm 2002  | 3 tháng 6 năm 2016  |
| 105                                   | "Trận chiến tại Arabasta! Thành phố trong mơ, Rainbase" "Arabasuta sensen! Yume no machi Reinbēsu!" (アラバスタ戦 線!夢の町レインベース)                                   | 17 tháng 3 năm 2002  | 6 tháng 6 năm 2016  |
| 106                                   | "Cạm bẫy cuối cùng - Đột phá Rain Dinners" "Zettai zetsumei no wana! Reindināzu totsunyū" (絶体絶命の罠! レインディナーズ突入)                                             | 24 tháng 3 năm 2002  | 7 tháng 6 năm 2016  |
| 107                                   | "Chiến dịch Utopia bắt đầu - Quân phiến loạn hành động." "Yūtopia sakusen hatsudō! Ugokidashita hanran" (ユートピア作戦 発動!動き出した反乱)                               | 14 tháng 4 năm 2002  | 8 tháng 6 năm 2016  |
| 108                                   | "Bananawaki đáng sợ và Mr.Prince" "Kyōfu no Bananawani to Misutā Purinsu" (恐怖のバナナワニとミスタープリンス)                                                             | 21 tháng 4 năm 2002  | 9 tháng 6 năm 2016  |
| 109                                   | "Chìa khóa để xoay chuyển tình thế và cuộc đào tẩu ngoạn mục - Quả bóng Doru Doru" "Gyakuden dai dasshutsu e no kagi! Dorudoru Bōru!" (逆転大脱出への鍵!ドルドルボール!)   | 28 tháng 4 năm 2002  | 10 tháng 6 năm 2016 |
| 110                                   | "Quyết đấu tàn nhẫn - Luffy và Crocodile" "Jōmuyō no shitō! Rufi vs Kurokodairu!" (情無用の死闘!ルフィVSクロコダイル)                                                      | 5 tháng 5 năm 2002   | 13 tháng 6 năm 2016 |
| Arc Giao Tranh Khốc Liệt Tại Alabasta | |                      |                     |
| 111                                   | "Nước rút thần kỳ - Vùng đất động vật Alabasta" "Kiseki e no Shissō! Arabasuta Dōbutsu Rando" (奇跡への疾走!ア ラバスタ動物ランド)                                         | 12 tháng 5 năm 2002  | 14 tháng 6 năm 2016 |
| 112                                   | "Quân phiến loạn và quân hoàng gia - Trận chiến tại Alubarna" "Hanrangun vs kokuōgun! Kessen wa Arubāna!" (反乱軍VS国王 軍!決戦はアルバーナ!)                              | 19 tháng 5 năm 2002  | 15 tháng 6 năm 2016 |
| 113                                   | "Alubarna than khóc - Trận đánh dữ dội của thủ lĩnh Carue" "Naki no Arubāna! Gekitō Karū taichō" (嘆きのアルバーナ!激闘カルー隊長!)                                        | 2 tháng 6 năm 2002   | 16 tháng 6 năm 2016 |
| 114                                   | "Lời thề bên giấc mơ của đồng đội - Trận đánh ở đại lộ số 4, Đồi chuột chũi." "Nakama no yumi ni chikau! Kettō Mogura tsuka 4 banchō" (仲間の夢に誓う!決闘モグラ塚4番街)   | 9 tháng 6 năm 2002   | 17 tháng 6 năm 2016 |
| 115                                   | "Cuộc buổi diễn vĩ đại hôm nay - Vở diễn Mane Mane" "Honjitsu dai kōkai! Manemane Montāju!" (本日大公開!マネマネモンタージュ!)                                             | 16 tháng 6 năm 2002  | 20 tháng 6 năm 2016 |
| 116                                   | "Biến đổi thành Nami - Bon Clay chiến đấu hết sức với Ballet Kenpo" (ナミに変身!ボン クレ-連発バレエ拳法)                                                                  | 23 tháng 6 năm 2002  | 21 tháng 6 năm 2016 |
| 117                                   | "Cơn lốc cảnh báo của Nami - Gậy thời tiết" "Nami no senpū chūihō! Kurimatakuto sakuretsu" (ナミの旋風注 意報!クリマタクト炸裂)                                            | 30 tháng 6 năm 2002  | 22 tháng 6 năm 2016 |
| 118                                   | "Bí mật hoàng tộc - Vũ khí cổ đại, Pluton!" "Ōke ni tsuwaru himitsu! Kodai heiki Puruton" (王家に伝わる秘密!古代兵器プルトン)                                              | 14 tháng 7 năm 2002  | 23 tháng 6 năm 2016 |
| 119                                   | "Tinh túy của kiếm báu - Sức mạnh cắt được sắt thép và hơi thở của vạn vật" "Gōken no kyokui! Hagane o kiru chikara to mono no kokyū" (豪剣の極意!鋼鉄を斬る力と物の呼吸)  | 21 tháng 7 năm 2002  | 24 tháng 6 năm 2016 |
| 120                                   | "Trận chiến kết thúc - Kohza giương cờ trắng" "Tatakai wa owatta! Kōza ga ageta shiroi hata" (戦いは終わった! コーザが掲げた白い旗)                                        | 4 tháng 8 năm 2002   | 27 tháng 6 năm 2016 |
| 121                                   | "Tiếng nói của tiểu thư Vivi! Anh hùng giáng thế xuất hiện!" "Bibi no koe no yuke! Eiyū wa maiorita!" (ビビの声の行方!英雄は舞い降りた!)                                   | 11 tháng 8 năm 2002  | 28 tháng 6 năm 2016 |
| 122                                   | "Crocodile cát và Luffy nước - Trận đấu sinh tử vòng 2" "Suna wani to mizu Rufi! Kettō dai ni raundo" (砂ワニと水ルフィ!決闘第2ラウンド)                                   | 18 tháng 8 năm 2002  | 29 tháng 6 năm 2016 |
| 123                                   | "Có mùi cá sấu - Mau tới hầm mộ hoàng gia, Luffy!" "Wanippoi! Ōke no haka e hashire Rufi!" (ワニっぽい!王家の墓へ走れルフィ!)                                              | 25 tháng 8 năm 2002  | 30 tháng 6 năm 2016 |
| 124                                   | "Ác mộng cận kề - Căn cứ bí mật của băng Suna Suna" "Akumu no toki hakaru! Koko wa Sunasunadan himitsu kichi" (悪夢の時迫る!ここは砂砂団秘密基地)                          | 1 tháng 9 năm 2002   | 1 tháng 7 năm 2016  |
| 125                                   | "Sự chấp cánh tuyệt vời - Tên tôi là Pell, người canh giữ linh hồn vương quốc" "Idai naru tsubame! Wa ga na wa kuno no shigoshin Peru" (偉大なる翼!我が名は国の守護神ペル) | 8 tháng 9 năm 2002   | 4 tháng 7 năm 2016  |
| 126                                   | "Ta sẽ vượt qua ngươi! Mưa rơi trên Alabasta!" "Koete iku! Arabasuta ni ame ga furu!" (越えていく!アラバスタに雨が降る!)                                                   | 15 tháng 9 năm 2002  | 5 tháng 7 năm 2016  |
| 127                                   | "Giã từ vũ khí - Hải tặc và chút công lý còn sót lại" "Buki yo saraba! Kaizoku to ikutsu ka no seigi" (武器よさらば!海賊といくつかの正義)                                  | 6 tháng 10 năm 2002  | 6 tháng 7 năm 2016  |
| 128                                   | "Bữa tiệc của hải tặc - Lên đường tẩu thoát khỏi Alabasta" "Kaizokutachi no utage to Arabasuta dasshutsu sakusen!" (海賊たちの宴 とアラバスタ脱出作戦!)                    | 6 tháng 10 năm 2002  | 7 tháng 7 năm 2016  |
| 129                                   | "Tất cả bắt đầu từ ngày đó! Hành trình của Vivi!" "Hajimaru wa ano hi! Bibi ga kataru bōkendan" (始まりはあの 日!ビビが語る冒険譚)                                         | 20 tháng 10 năm 2002 | 8 tháng 7 năm 2016  |
| 130                                   | "Đề phòng mùi hương của cô ấy! Người thứ 7: Nico Robin!" "Kiken na kaori! Shichininme wa Niko Robin!" (危険な香り!七人 目はニコ·ロビン!)                                   | 27 tháng 10 năm 2002 | 11 tháng 7 năm 2016 |

### Mùa 5: Những giấc mơ! Cuộc xuất kích của Băng hải tặc Zenny! Huyền thoại về sương mù 7 màu (131 - 143)
| Arc Những Giấc Mơ!                         | |                      |                     |
| 131                                        | "Bệnh nhân đầu tiên! Giai thoại về thuốc viên biến hóa!" "Hajimete no Kanja! Ranburu Bōru Hiwa" (はじめての患者! ランブルボール秘話)                             | 3 tháng 11 năm 2002  | 12 tháng 7 năm 2016 |
| 132                                        | "Hoa tiêu nổi loạn! Kiên định một giấc mơ!" "Kōkaishi no Hanran! Yuzure Nai Yume no Tame ni!" (航海士の反乱! ゆずれない夢の為に!)                                | 10 tháng 11 năm 2002 | 13 tháng 7 năm 2016 |
| 133                                        | "Công thức gia truyền! Sanji - Chuyên gia món Cà-ri!" "Uketsugareru Yume! Karē no Tetsujin Sanji" (受け継がれる夢! カレーの鉄人サンジ)                           | 17 tháng 11 năm 2002 | 14 tháng 7 năm 2016 |
| 134                                        | "Tôi sẽ làm cho nó rực rỡ nhất! Sáng chế của Usopp, quả pháo khổng lồ!" "Sakasete Misemasu! Otoko Usoppu Hachi Shaku Tama" (咲かせてみせま す! 男ウソップ八尺玉) | 24 tháng 11 năm 2002 | 15 tháng 7 năm 2016 |
| 135                                        | "Thợ săn hải tặc khét tiếng! Kiếm sĩ lang thang Zoro!" "Uwasa no Kaizoku Gari! Sasurai no Kenshi Zoro" (噂の海賊狩り! さすらいの剣士ゾロ)                        | 1 tháng 12 năm 2002  | 18 tháng 7 năm 2016 |
| Arc Cuộc xuất kích của Băng hải tặc Zenny! | |                      |                     |
| 136                                        | "Zenny trên hòn đảo dê! Tàu hải tặc trên núi!" "Yagi no Shima no Zenii to Yama no Naka no Kaizoku Sen!" (ヤギの島のゼ ニィと山の中の海賊船!)                     | 8 tháng 12 năm 2002  | 19 tháng 7 năm 2016 |
| 137                                        | "Tiền lời tính sao đây! Tham vọng của Zenny, người cho vay." "Mōkarimakka? Kanekashi Zenii no Yabō!" (儲かりまっか? 金貸しゼニィの野望!)                         | 15 tháng 12 năm 2002 | 20 tháng 7 năm 2016 |
| 138                                        | "Sự thật về đảo kho báu! Hải tặc Zenny tấn công!" "Shima no Otakara no Yukue! Zenii Kaizoku Dan Shutsugeki!" (島のお宝の行方! ゼニィ海賊団出撃!)                 | 22 tháng 12 năm 2002 | 21 tháng 7 năm 2016 |
| Arc Phía Trước Cầu Vồng                    | |                      |                     |
| 139                                        | "Huyền thoại về sương mù 7 màu! Ông lão ở đảo Ruluka: Henzo" "Nijiiro no Kiri Densetsu! Rurukajima no Rōjin Henzo" (虹色の霧伝説! ルルカ島の老人ヘンゾ)          | 5 tháng 1 năm 2003   | 22 tháng 7 năm 2016 |
| 140                                        | "Người dân ở miền đất vô danh! Hải tặc Bí Đỏ!" "Eien no Kuni no Jūnin! Panpukin Kaizoku Dan!" (永遠の国の住人! パンプキン海賊団!)                                | 12 tháng 1 năm 2003  | 25 tháng 7 năm 2016 |
| 141                                        | "Hành trình về nhà! Mồ chôn hải tặc không lối thoát!" "Kokyū e no Omoi! Dasshutsu Funō no Kaizoku Hakaba!" (故郷への想い! 脱出不能の海賊墓場!)                   | 19 tháng 1 năm 2003  | 26 tháng 7 năm 2016 |
| 142                                        | "Nỗ lực phi thường! Âm mưu của Whetton và Tháp cầu vồng!" "Ransen Hissu! Uetton no Yabō to Niji no Tō" (乱戦必死! ウエットンの野望と虹の塔)                      | 26 tháng 1 năm 2003  | 27 tháng 7 năm 2016 |
| 143                                        | "Huyền thoại bắt đầu! Phía cuối cầu vồng" "Soshite Densetsu ga Hajimaru! Iza Niji no Kanata e" (そして伝説が始まる! いざ虹の彼方へ)                              | 2 tháng 2 năm 2003   | 28 tháng 7 năm 2016 |

### Mùa 6: Đảo Trên Trời Skypiea (144 - 195)
| Arc Đảo Jaya                          | |                      |                      |
| 144                                   | "Kim nam châm vĩnh cửu bị hư! Vua trục vớt Masira!" "Ubawareta kiroku! Sarubēji ō Mashira!" (奪われた記録!サルベージ王マシラ!)                                                              | 9 tháng 2 năm 2003   | 29 tháng 7 năm 2016  |
| 145                                   | "Quái vật xuất hiện! Đừng động vào hải tặc Râu Trắng!" "Kaibutsu tōjō! Shirohige Ichimi ni wa te o dasu na" (怪物登場!白ひげ 一味には手を出すな)                                            | 16 tháng 2 năm 2003  | 1 tháng 8 năm 2016   |
| 146                                   | "Đừng mơ! Thành phố chế nhạo - Mock Town!" "Yume o miru na! Azakeri no machi Mokku Taun!" (夢を見るな!嘲りの街モックタウン!)                                                                | 23 tháng 2 năm 2003  | 2 tháng 8 năm 2016   |
| 147                                   | "Đỉnh cao của Hải tặc! Những ước mơ và vua thám hiểm dưới đáy đại dương!" "Kaizoku no takami! Yume o kataru otoko to kaitei shinsaku ō" (海賊の高み!夢を語る男と海底探索王)                 | 9 tháng 3 năm 2003   | 3 tháng 8 năm 2016   |
| 148                                   | "Gia đình huyền thoại! "Norland dối trá"" "Densetsu no ichizoku! Usotsuki Nōrando" (伝説の一族!「うそつきノーランド」)                                                                      | 16 tháng 3 năm 2003  | 4 tháng 8 năm 2016   |
| 149                                   | "Gian nan vượt trùng mây! Truy tìm Chim Phương Nam!" "Kumo kaji ippai! Sausubādo o oe!" (雲舵いっぱい!サウスバードを追え!)                                                                  | 23 tháng 3 năm 2003  | 5 tháng 8 năm 2016   |
| 150                                   | "Giấc mơ tan vỡ! Bellamy và liên minh Saruyama" "Gensō wa kanawanai!? Beramī VS saruyama rengō" (幻想は叶わない!?ベラミーVS猿山連合)                                                        | 13 tháng 4 năm 2003  | 8 tháng 8 năm 2016   |
| 151                                   | "Kẻ đáng giá 100 triệu! Bá vương và hải tặc Râu Đen" "Ichioku no otoko! Sekai saikō kenryoku to kaizoku kurohige" (一億の男!世界最高権力と海賊黒ひげ)                                       | 20 tháng 4 năm 2003  | 9 tháng 8 năm 2016   |
| 152                                   | "Giương buồm lên trời cao! Cưỡi dòng hải lưu thẳng lên trời" "Fune wa sora o yuku! Tsukiageru kairyū ni nore" (船は空をゆく!突き上げる海流に乗れ)                                           | 27 tháng 4 năm 2003  | 10 tháng 8 năm 2016  |
| Arc Đảo Trên Trời ~ Skypiea           | |                      |                      |
| 153                                   | "Biển trời là đây! Kỵ sĩ bầu trời và cánh cổng thiên đường" "Koko wa sora no umi! Sora no kishi to tengoku no mon" (ここは空の海!空の騎士と天国の門)                                        | 4 tháng 5 năm 2003   | 11 tháng 8 năm 2016  |
| 154                                   | "Lãnh địa của đấng tối cao Skypiea! Thiên sứ của biển trắng" "Kami no kuni Sukaipia! Kumo no nagisa no tenshitachi" (神の国スカイピア!雲の渚の天使たち)                                     | 11 tháng 5 năm 2003  | 12 tháng 8 năm 2016  |
| 155                                   | "Thánh địa cấm! Hòn đảo nơi thần linh ngự trị và phán xét của thiên đàng" "Kindan no seichi! Kami no sumi shima to ten no sabaki!" (禁断の聖地!神の住む島と天の裁き!)                       | 18 tháng 5 năm 2003  | 15 tháng 8 năm 2016  |
| 156                                   | "Đã là tội phạm! Đội thực thi của pháp luật của đảo trên trời" "Hayaku mo hanzaisha!? Sukaipia no hō no banjin" (早くも犯罪者!?スカイピアの法の番人)                                        | 8 tháng 6 năm 2003   | 16 tháng 8 năm 2016  |
| 157                                   | "Thoát được không!? Bắt đầu thử thách của thần linh" "Dasshutsu naru ka!? Ugokihajimeta kami no shiren!" (脱出なるか!?動きはじめた神の試練!)                                                | 15 tháng 6 năm 2003  | 17 tháng 8 năm 2016  |
| 158                                   | "Bẫy trên Lovely Street! Đấng tối cao Enel" "Raburī dōri no wana! Zennō naru Goddo Eneru" (ラブリー通りの罠!全能なる神エネル)                                                               | 22 tháng 6 năm 2003  | 18 tháng 8 năm 2016  |
| 159                                   | "Tiến lên nào, quạ con! Đường đến đài tế thần" "Susume Karasumaru! Ikenie no saidan o mezase" (すすめカラス丸!生贄の祭壇を目指せ)                                                           | 6 tháng 7 năm 2003   | 19 tháng 8 năm 2016  |
| 160                                   | "Xác suất sống sót 10%! Tu sĩ Satori với sức mạnh của Mantra" "Seizonritsu 10%! Mantora tsukai no shinkan Satori" (生存率10%!心綱使いの神官サトリ!)                                         | 13 tháng 7 năm 2003  | 22 tháng 8 năm 2016  |
| 161                                   | "Sự nguy hiểm của thử thách bong bóng! Chiến đấu đến chết trong mê lâm" "'Tama no shiren' no kyōi! Mayoi no mori no shitō" (「玉の試練」の 脅威!迷いの森の死闘)                             | 20 tháng 7 năm 2003  | 23 tháng 8 năm 2016  |
| 162                                   | "Chopper gặp nguy hiểm! Đấng tối cao tiền nhiệm vs tu sĩ Shura" "Choppā abunau shi! Moto kami VS Shinkan Shura" (チョッパー危 うし!元神VS神官シュラ)                                        | 3 tháng 8 năm 2003   | 24 tháng 8 năm 2016  |
| 163                                   | "Bí ẩn chưa được giải mã! Thử thách dây thừng và tuyệt chiêu tình yêu" "Makafushigi! Himo no shiren to koi no shiren!?" (摩訶不思議!紐の 試練と恋の試練!?)                                  | 10 tháng 8 năm 2003  | 25 tháng 8 năm 2016  |
| 164                                   | "Thắp lên ngọn lửa của người Shandra! Chiến binh Wiper" "Shandora no tō o nobose! Senshi Waipā" (シャンドラの灯を燈せ!戦士ワイパー)                                                         | 17 tháng 8 năm 2003  | 26 tháng 8 năm 2016  |
| 165                                   | "Vùng đất lơ lửng, Jaya! Tới thánh điện!" "Tenkū no ōgonkyō Jaya! Mezase kami no yashiro" (天空の黄金卿 ジャヤ!目指せ神の社!)                                                               | 24 tháng 8 năm 2003  | 29 tháng 8 năm 2016  |
| 166                                   | "Đêm hội của vàng! Ảnh hưởng của Vearth!" "ōgon zenya matsuri! Vāsu e no omoi!" (黄金前夜祭!「ヴァース」への想い!)                                                                          | 7 tháng 9 năm 2003   | 30 tháng 8 năm 2016  |
| 167                                   | "Đấng tối cao Enel xuất hiện! Khúc nhạc đến những người sống sót" "Goddo Eneru tōjō!! Ikinokori e no yoake kyoku" (神·エネル登場!!生き残りへの夜明曲)                                       | 21 tháng 9 năm 2003  | 31 tháng 8 năm 2016  |
| 168                                   | "Trăn khổng lồ tấn công! Trò chơi sinh tử bắt đầu" "Kiba muku ōhebi! Tsui ni hajimaru sabaibaru gēmu" (牙むく大蛇!遂に始まる生き残り合戦)                                                   | 12 tháng 10 năm 2003 | 1 tháng 9 năm 2016   |
| 169                                   | "Cuộc đời bị hắt hủi! Quyết tâm chiến đấu của thủ lĩnh Wiper" "Sutemi no haigeki! Senki Waipā no kakugo" (捨身の排撃!!「戦鬼」ワイパーの覚悟)                                               | 19 tháng 10 năm 2003 | 2 tháng 9 năm 2016   |
| 170                                   | "Quyết chiến trên không! Hải Tặc Zoro và chiến binh Braham" "Kūchū no gekisen! Kaizoku Zoro VS Senshi Burahamu" (空中の激戦!海賊ゾロVS戦士ブラハム)                                         | 19 tháng 10 năm 2003 | 5 tháng 9 năm 2016   |
| 171                                   | "Burn Bazooka vang dội! Luffy và thủ lĩnh Wiper" "Unaru nenshōhō!! Rufi vs senki Waipā" (唸る燃焼砲!!ルフィVS戦鬼ワイパー闘)                                                                | 26 tháng 10 năm 2003 | 6 tháng 9 năm 2016   |
| 172                                   | "Thử thách đầm lầy! Chopper và Gedatsu" "Numa no shiren! Choppā VS Shinkan Gedatsu!!" (沼の試練!チョッパーVS神官ゲダツ!!)                                                                   | 2 tháng 11 năm 2003  | 7 tháng 9 năm 2016   |
| Arc Đảo Trên Trời ~ Chiếc Chuông Vàng | |                      |                      |
| 173                                   | "Năng lực vô địch! Chân tướng của Enel, đấng tối cao lộ diện" "Muteki no nōryoku! Akasareru Eneru no shōtai" (無敵の能力!明か されるエネルの正体)                                           | 9 tháng 11 năm 2003  | 8 tháng 9 năm 2016   |
| 174                                   | "Thành phố đã bị biến mất! Tàn tích tráng lệ của chiến binh Shandra" "Maboroshi no to! Yūdai naru Shandora no iseki!!" (幻の都!雄大なるシャンドラの遺跡!!)                                  | 16 tháng 11 năm 2003 | 9 tháng 9 năm 2016   |
| 175                                   | "Khả năng sống sót là 0%!! Chopper đối đầu với tu sĩ Ohm" "Seisonritsu 0%!! Choppā VS shinkan Ōmu" (生存率0%!!チョッパーVS神官オーム)                                                       | 21 tháng 12 năm 2003 | 12 tháng 9 năm 2016  |
| 176                                   | "Vùng đất của cây đậu khổng lồ! Cuộc chiến phía trên khu tàn tích" "Kyodai mame tsuru o nobore!! Jōsō iseki no shitō" (巨大豆蔓”を 登れ!!上層遺跡の死闘)                                    | 11 tháng 1 năm 2004  | 13 tháng 9 năm 2016  |
| 177                                   | "Thử thách Sắt tối cao! Trận quyết tử gai trắng" "Tetsu no shiren no shinkocchō! Shiroibara Desumacchi!!" (鉄の試練の真骨頂!白荊デスマッチ!!)                                               | 18 tháng 1 năm 2004  | 14 tháng 9 năm 2016  |
| 178                                   | "Trường kích kiếm! Zoro đấu với tu sĩ Ohm" "Hotobashiru Zangeki! Zoro VS shinkan Ōmu!!" (ほとばしる斬撃!ゾロVS神官オーム!!)                                                                 | 25 tháng 1 năm 2004  | 15 tháng 9 năm 2016  |
| 179                                   | "Tàn tích thượng tầng sụp đỗ! Ngũ tấu chương cuối" "Kuzure yuku jōsō iseki! Shūkyoku e no gojūsō" (崩れゆく上層遺跡!終曲への五重奏!!)                                                       | 1 tháng 2 năm 2004   | 16 tháng 9 năm 2016  |
| 180                                   | "Trận chiến ở tàn tích cổ! Mục đích của đấng tối cao Enel" "Kodai iseki no taiketsu! Goddo Eneru no mokuteki" (古代遺跡の対 決!神·エネルの目的)                                             | 8 tháng 2 năm 2004   | 19 tháng 9 năm 2016  |
| 181                                   | "Tham vọng của Fairy Vearth! Thuyền bay, Maxim." "Kagirinai daichi e no yabō hakobune Makushimu" (限りない大地への野望方舟マクシム!!)                                                       | 15 tháng 2 năm 2004  | 20 tháng 9 năm 2016  |
| 182                                   | "Cuộc chiến cuối cùng! Hải tặc Luffy và đấng tối cao Enel!!" "Tsui ni gekitotsu! Kaizoku Rufi VS Goddo Eneru!!" (遂に激突!海賊 ルフィVS神·エネル!!)                                         | 22 tháng 2 năm 2004  | 21 tháng 9 năm 2016  |
| 183                                   | "Maxim bay lên! Death Piea khởi động!!" "Makushimu ujō! Ugokihajimeta Desupia!!" (マクシム浮上!動き始めたデスピア!!)                                                                        | 29 tháng 2 năm 2004  | 22 tháng 9 năm 2016  |
| 184                                   | "Luffy rơi xuống! Phán quyết của đấng tối cao và khát khao của Nami!!" "Rufi rakuka! Kami no sabaki to Nami no nozomi!!" (ルフィ落下!神 の裁きとナミの望み!!)                               | 7 tháng 3 năm 2004   | 23 tháng 9 năm 2016  |
| 185                                   | "Cả hai thức tỉnh! Con đường phía trước của tình yêu nồng cháy!!" "Mesameta futari! Moeru koi no kyūshutsu zensen!!" (目覚めた二 人!燃える恋の救出前線!!)                                   | 14 tháng 3 năm 2004  | 26 tháng 9 năm 2016  |
| 186                                   | "Khúc tùy hứng hủy diệt! Hiểm họa hủy diệt của đảo trên trời!!" "Zetsubō e no kyōsōkyoku hakari kuru sorajima no shōmetsu!!" (絶望への狂想曲迫り来る空島の消滅!!)                           | 21 tháng 3 năm 2004  | 27 tháng 9 năm 2016  |
| 187                                   | "Lời chỉ dẫn của tiếng chuông vàng! Chuyện về nhà chiến binh vĩ đại và nhà thám hiểm" "Kane no oto no michibiki! Daisenshi to shinkenka no monogatari" (鐘の音の導き!大戦士と探検家の物語)  | 28 tháng 3 năm 2004  | 28 tháng 9 năm 2016  |
| 188                                   | "Bất hòa đã được xóa bỏ! Nước mắt của người chiến binh vĩ đại!!" "Jubaku kara no kaihō! Daisenshi ga nagashita namida!!" (呪縛からの解放!大戦士が流した涙!!)                                | 28 tháng 3 năm 2004  | 29 tháng 9 năm 2016  |
| 189                                   | "Tình bạn vĩnh cửu! Tiếng chuông của lời thề trên biển!" "Enjerushima shōmetsu! Raigō kōrin no kyōfu!" (エンジェル島消 滅!雷迎降臨の恐怖!!)                                                 | 4 tháng 4 năm 2004   | 30 tháng 9 năm 2016  |
| 190                                   | "Sự lụi tàn của đảo trên trời! Nỗi khiếp sợ Raigou giáng xuống!!" "Enjerushima shōmetsu! Raigō kōrin no kyōfu!!" (エンジェル島消 滅!雷迎降臨の恐怖!!)                                       | 25 tháng 4 năm 2004  | 3 tháng 10 năm 2016  |
| 191                                   | "Đốn ngã cây đậu khổng lồ! Hi vọng trốn thoát cuối cùng" "Kyodai mame tsuru o taose! Dasshutsu e no saigō no nozomi" (巨大豆蔓を倒せ!脱出への最後の望み)                                    | 2 tháng 5 năm 2004   | 4 tháng 10 năm 2016  |
| 192                                   | "Phép màu ở vùng đất thánh! Bản tình ca dành cho các thiên thần" "Kami no kuni no kiseki! Tenshi ni todoita shima no kasei" (神の国の奇跡!天使に届いた島の歌声)                             | 9 tháng 5 năm 2004   | 5 tháng 10 năm 2016  |
| 193                                   | "Cuộc chiến chính thức kết thúc! Hãy vang vọng thật xa hỡi khúc nhạc tự hào của người Shandra" "Tatakai no shūen! Tōku hibiku hokori takaki gensōkyoku" (戦いの終焉!遠く響く誇り高き幻想曲) | 23 tháng 5 năm 2004  | 6 tháng 10 năm 2016  |
| 194                                   | "Ta tới đây! Sự rắc rối của các Poneglyph" "Ware koko ni itaru! Rekishi no honbun ga tsumugu mono" (我ここに至る!歴史の本文が紡ぐもの)                                                      | 6 tháng 6 năm 2004   | 7 tháng 10 năm 2016  |
| 195                                   | "Cuối cùng cũng về Blue Sea!! Chương cuối: Cảm xúc đan xen" "Iza seikai e!! Omoi ga shibarinasu saishū gakushō" (いざ青海へ!!想いが織りなす最終楽章)                                        | 13 tháng 6 năm 2004  | 10 tháng 10 năm 2016 |

### Mùa 7: Tẩu thoát khỏi Pháo đài Hải Quân & đụng độ Băng hải tặc Foxy (196 - 228)
| Arc Pháo đài Naval - Chi nhánh Hải Quân G-8 | |                      |                      |
| 196                                         | "Báo động khẩn! Tàu hải tặc xâm nhập!" "Hijō Jitai Hatsumei! Akumei Takaki Kaizokusen Sennyū" (非常事態発令!悪名高き海賊船潜入!)                                           | 20 tháng 6 năm 2004  | 11 tháng 10 năm 2016 |
| 197                                         | "Nam đầu bếp Sanji! Giá trị thật sự!" "Ryōrinin Sanji! Kaigun Shokudō de Shinka Hakki!" (料理人サンジ!海軍食堂で真価発揮!)                                                 | 4 tháng 7 năm 2004   | 12 tháng 10 năm 2016 |
| 198                                         | "Tù nhân Zoro! Ca mổ khẩn của Chopper!" "Towareta Zoro to Choppā Kinkyū Shittō" (囚われたゾロとチョッパー緊急執刀!)                                                        | 11 tháng 7 năm 2004  | 13 tháng 10 năm 2016 |
| 199                                         | "Cuộc tìm kiếm của hải quân! Thành viên khác đã bị bắt!" "Hakaru Kaigun no Sōsamō! Towareta Futarime!" (迫る海軍の捜査網!囚われた二人目!)                                  | 18 tháng 7 năm 2004  | 14 tháng 10 năm 2016 |
| 200                                         | "Quyết định của Sanji và Luffy! Kế hoạch tẩu thoát tuyệt vời!" "Kesshi no Rufi to Sanji! Kūshutsu Daisakusen!" (決死のルフィとサンジ!救出大作戦!)                          | 8 tháng 8 năm 2004   | 17 tháng 10 năm 2016 |
| 201                                         | "Đội tàu quyết chiến! Trận chiến trên cầu!" "Netsuketsu Tokubetsu Butai Sansen! Burijji Kōbōsen!" (熱血特別部隊参戦!ブリッジ攻防戦!)                                       | 5 tháng 9 năm 2004   | 18 tháng 10 năm 2016 |
| 202                                         | "Đột phá vòng vây! Giải cứu Going Merry!" "Hōimō Toppa! Dakkan Gōingu Merī-gō" (包囲網突破!奪還ゴーイングメリー号)                                                         | 19 tháng 9 năm 2004  | 19 tháng 10 năm 2016 |
| 203                                         | "Tàu của hải tặc biến mất! Pháo đài chiến hiệp 2!" "Kieta Kaizokusen! Yōsai Kōbō Dai 2 Raundo" (消えた海賊船!要塞攻防第2ラウンド)                                          | 26 tháng 9 năm 2004  | 20 tháng 10 năm 2016 |
| 204                                         | "Lấy lại vàng và lấy lại Waver!" "Ōgon Dakkan Sakusen to Ueibā Kaishū Sakusen!" (黄金奪還作戦とウエイバー回収作戦!)                                                        | 3 tháng 10 năm 2004  | 21 tháng 10 năm 2016 |
| 205                                         | "Bắt tất cả với một cái bẫy! Kế hoạch bí mật của Jonathan!" "Ichimōdajin Keikaku! Jonasan Jishin no Hisaku!" (一網打尽計画!ジョナサン自信の秘策)                           | 3 tháng 10 năm 2004  | 24 tháng 10 năm 2016 |
| 206                                         | "Tạm biệt Pháo đài! Cuộc tẩu thoát cuối cùng!" "Saraba Kaigun Yōsai! Dasshutsu e no Saigō no Kōbō" (さらば海軍要塞!脱出への最後の攻防)                                     | 10 tháng 10 năm 2004 | 25 tháng 10 năm 2016 |
| Arc Đảo Long Ring Long Land                 | |                      |                      |
| 207                                         | "Một cuộc phiêu lưu mới! Đảo Long Ring Long Land!" "Rongu Ringu Rongu Rando no Daibōken!" (ロングリングロングランドの大冒険!)                                              | 31 tháng 10 năm 2004 | 26 tháng 10 năm 2016 |
| 208                                         | "Băng hải tặc Foxy! Trận đấu Davy Back!" "Fokushī Kaizokudan to Dēbī Bakku!" (フォクシー海賊団とデービーバック!)                                                           | 7 tháng 11 năm 2004  | 27 tháng 10 năm 2016 |
| 209                                         | "Trận đầu tiên! Vòng đua quanh đảo" "Dai Ikkaisen! Gururi Ishū Dōnatsu Rēsu" (第一回戦!ぐるり一周ドーナツレース)                                                           | 14 tháng 11 năm 2004 | 28 tháng 10 năm 2016 |
| 210                                         | "Con Cáo bạc Foxy! Đội phá hoại!" "Gin Gitsune no Fokushī! Mōretsu Bōgai Kōsei!" (銀ギツネのフォクシー!猛烈妨害攻勢)                                                       | 21 tháng 11 năm 2004 | 31 tháng 10 năm 2016 |
| 211                                         | "Vòng thi thứ hai với tên gọi Groggy Boxing Ring!" "Dai Ni Kaisen! Buchikome Gurokkī Ringu!" (第二回戦!ブチ込めグロッキーリング)                                           | 28 tháng 11 năm 2004 | 1 tháng 11 năm 2016  |
| 212                                         | "Lật ngược thế cờ! Vòng Groggy Boxing" "Reddo Kādo Renpatsu! Gurokkī Ringu" (レッドカード連発!グロッキーリング)                                                            | 5 tháng 12 năm 2004  | 2 tháng 11 năm 2016  |
| 213                                         | "Vòng ba! Đường đua kinh hoàng!" "Daisan Kaisen! Guruguru Rōrā Rēsu!" (第三回戦!ぐるぐるローラーレース!)                                                                   | 12 tháng 12 năm 2004 | 3 tháng 11 năm 2016  |
| 214                                         | "Đỉnh điểm của cuộc thi! Chiến thắng cuối cùng" "Hakunetsu Bakusō Rēsu! Saishū Raundo Totsunyū" (白熱爆走レース!最終ラウンド突入!)                                         | 19 tháng 12 năm 2004 | 4 tháng 11 năm 2016  |
| 215                                         | "Dịch vụ la hét! Bóng ném của hải tặc!" "Unaru Netsukyū Gōkyu! Kaizoku Dojjibōru!" (うなる熱球剛球! 海賊ドッジボール!)                                                     | 9 tháng 1 năm 2005   | 7 tháng 11 năm 2016  |
| 216                                         | "Trận đấu tiếp theo! Trò chơi đập tường!" "Dangai no Kessen! Daruma-san ga Koronda!" (断崖の決戦!だるまさんがころんだ!)                                                    | 9 tháng 1 năm 2005   | 8 tháng 11 năm 2016  |
| 217                                         | "Trận chiến cuối cùng! Cuộc đối đầu của những thuyền trưởng!" "Kyaputen Taiketsu! Saishūsen Konbatto!" (キャプテン対決!最終戦コンバット!)                                  | 16 tháng 1 năm 2005  | 9 tháng 11 năm 2016  |
| 218                                         | "Noro Noro Beam bùng nổ! Luffy lì đòn" "Zenkai Noro Noro Kōgeki vs Fujimi no Rufi" (全開ノロノロ攻撃VS不死身のルフィ)                                                      | 23 tháng 1 năm 2005  | 10 tháng 11 năm 2016 |
| 219                                         | "Trận đấu cuối cùng vì đồng đội! Quyết định của thuyền trưởng Luffy!" "Sōzetsu Nettō Konbatto! Unmei no Saishū Ketchaku!" (壮絶熱闘コンバット!運命の最終決着)              | 30 tháng 1 năm 2005  | 11 tháng 11 năm 2016 |
| Arc Ocean's Dream                           | |                      |                      |
| 220                                         | "Cậu là ai vậy? Tôi không biết? Rốt cuộc đây là đâu?" "Ushinatta? Ubawareta? Omae wa Dare da?" (失った?奪われた?おまえはだれだ)                                            | 6 tháng 2 năm 2005   | 14 tháng 11 năm 2016 |
| 221                                         | "Kẻ thổi sáo bí ẩn! Suy luận của Robin!" "Fude o Daita Nazo no Shōnen to Robin no Suiri!" (笛を抱いた謎の少年とロビンの推理!)                                              | 13 tháng 2 năm 2005  | 15 tháng 11 năm 2016 |
| 222                                         | "Hải tặc đổ bộ lên đảo! Lấy lại ký ức" "Iza Kioku o Dakkan seyo! Kaizokudan Shima ni Jōriku" (いざ記憶を奪還せよ!海賊団島に上陸)                                           | 20 tháng 2 năm 2005  | 16 tháng 11 năm 2016 |
| 223                                         | "Đối mặt với dã thú! Zoro xuất chiêu!" "Kiba o Muku Zoro! Tachihadakatta Yajū" (牙をむくゾロ!立ちはだかった野獣)                                                           | 27 tháng 2 năm 2005  | 17 tháng 11 năm 2016 |
| 224                                         | "Cuộc phản công cuối cùng! Kẻ cướp thật sự" "Honsei o Arawashita Kioku Dorobō no Saigo no Gyakushū" (本性を現した記憶泥棒の最後の逆襲!)                                    | 6 tháng 3 năm 2005   | 18 tháng 11 năm 2016 |
| Arc Foxy Trở Lại                            | |                      |                      |
| 225                                         | "Cáo bạc Foxy! Người đàn ông đáng tự hào" "Hokori Takaki Otoko! Gin Gitsune no Fokushī" (誇り高き男!銀ギツネのフォクシー)                                                  | 13 tháng 3 năm 2005  | 21 tháng 11 năm 2016 |
| 226                                         | "Kẻ tiến gần khái niệm vô địch nhất! Và người đàn ông nguy hiểm nhất!" "Mottomo Muteki ni Chikai Yatsu? To Mottomo Kiken na Otoko!" (最も無敵に近い 奴?と最も危険な男!)    | 20 tháng 3 năm 2005  | 22 tháng 11 năm 2016 |
| 227                                         | "Tổng bộ Hải quân Đô Đốc Aokiji! Sự đáng sợ của một trong những người mạnh nhất!" "Kaigun Hombu Taishō Aokiji! Saikō Senryoku no Kyōi" (海軍本部大将青キジ!最高戦力の脅威) | 27 tháng 3 năm 2005  | 23 tháng 11 năm 2016 |
| 228                                         | "Trận quyết chiến giữa cao su và băng! Luffy đấu với Aokiji!" "Gomu to Koori no Ikkiuchi! Rufi VS Aokiji!" (ゴムと氷の一騎打ち!ルフィVS青キジ)                             | 27 tháng 3 năm 2005  | 24 tháng 11 năm 2016 |

### Mùa 8: Đảo Water 7 (229 - 263)
| #   | Tên tập phim | Ngày phát sóng gốc   | Ngày phát sóng tiếng Việt |
| --- | --- | -------------------- | ------------------------- |
| 229 | "Hải Liệt Xa lao vun vút! Kinh đô trên mặt nước Water 7" "Shissō umi ressha to mizu no miyako Uōtā Seven" (疾走海列車と水の都ウォーターセブン)                                | 17 tháng 4 năm 2005  | 25 tháng 11 năm 2016      |
| 230 | "Thám hiểm kinh đô trên mặt nước! Hướng đến công xưởng đóng tàu tốt nhất" "Suijō toshi no bōken! Mezase kyodai sōsen kōjō" (水上都市の冒険!目指せ巨大造船工場)                | 24 tháng 4 năm 2005  | 28 tháng 11 năm 2016      |
| 231 | "Iceberg! Gia đình Franky" "Furankī ikka to Aisubāgu-san" (フランキー一家とアイスバーグさん)                                                                                  | 1 tháng 5 năm 2005   | 29 tháng 11 năm 2016      |
| 232 | "Sức mạnh của khoang 1! Công ty Galley-La" "Garēra Kanpanī! Soukan ichiban Dokku" (ガレーラカンパニー!壮観一番ドック)                                                         | 15 tháng 5 năm 2005  | 30 tháng 11 năm 2016      |
| 233 | "Cuộc bắt cóc hải tặc! Những ngày cuối trên tàu Merry" "Kaizoku yūkai jiken to shi o matsu dake no kaizokusen" (海賊誘拐事件と死を待つだけの海賊船)                           | 22 tháng 5 năm 2005  | 1 tháng 12 năm 2016       |
| 234 | "Sự giúp đỡ của nhóm! Cuộc tấn công nhà Franky" "Nakama kyūshutsu! Nagarikomi Furankī Hausu" (仲間救出!殴りこみフランキーハウス)                                              | 5 tháng 6 năm 2005   | 2 tháng 12 năm 2016       |
| 235 | "Tranh cãi nảy lửa dưới ánh trăng! Ngọn cờ hải tặc run rẩy đau thương!" "Gekka no dai kenka! Kanashimi ni hirugaeru kaizoku hata!" (月下の大喧嘩!哀 しみに翻る海賊旗!)        | 12 tháng 6 năm 2005  | 5 tháng 12 năm 2016       |
| 236 | "Luffy đấu với Usopp! Nghị lực của hai nam nhi xung đột" "Rufi VS Usoppu! Butsukaru otoko no iji" (ルフィvsウソップ!ぶつかる男の意地)                                         | 19 tháng 6 năm 2005  | 6 tháng 12 năm 2016       |
| 237 | "Mục tiêu Iceberg! Người giữ cửa của thành phố" "Gekishin mizu no miyako! Newareta Aisubāgu" (激震水の都!狙われたアイスバーグ)                                                | 3 tháng 7 năm 2005   | 7 tháng 12 năm 2016       |
| 238 | "Người cao su đại chiến! Người máy biết khạc ra lửa" "Gomugomu ningen VS hi o fuku kaizō ningen" (ゴムゴム人間VS火を吹く改造人間)                                             | 10 tháng 7 năm 2005  | 8 tháng 12 năm 2016       |
| 239 | "Thủ phạm chính là Băng hải tặc Mũ Rơm? Những vệ sĩ của kinh đô trên mặt nước" "Hannin wa mugiwara kaizokudan? Mizu no miyako no yōjinbo" (犯人は麦わら海賊団?水の都の用心棒) | 31 tháng 7 năm 2005  | 9 tháng 12 năm 2016       |
| 240 | "Lời tạm biệt! Mặt trái của Nico Robin" "Eien no wakare? Yami o hiku onna Niko Robin" (永遠の別れ?闇を引く女ニコ·ロビン)                                                      | 7 tháng 8 năm 2005   | 12 tháng 12 năm 2016      |
| 241 | "Bắt lại Robin! Quyết định của nhóm Mũ Rơm" "Robin o tsukamaero! Mugiwara ichimi no ketsui" (ロビンを捕まえろ!麦わら一味の決意)                                               | 14 tháng 8 năm 2005  | 13 tháng 12 năm 2016      |
| 242 | "Tín hiệu là vụ nổ!? CP9 hành động" "Aizu wa hōgeki to tomo ni! Ugokidashita CP9" (合図は砲撃と共に!動き出したCP9)                                                            | 21 tháng 8 năm 2005  | 14 tháng 12 năm 2016      |
| 243 | "Lột mặt nạ CP9! Chân tướng kinh hoàng của vụ việc" "Kamen o totta CP9! Sono odoroki no sugao" (仮面を取ったCP9!その驚きの素顔)                                               | 4 tháng 9 năm 2005   | 15 tháng 12 năm 2016      |
| 244 | "Mối quan hệ bí mật! Iceberg và Franky" "Hisometa kizuna! Aisubāgu to Furankī" (秘めた絆!アイスバーグとフランキー)                                                            | 11 tháng 9 năm 2005  | 16 tháng 12 năm 2016      |
| 245 | "Quay về đi Robin! Đối chất với CP9" "Kaette koi Robin! CP9 to no taiketsu!" (帰って来いロビン!CP9との対決!)                                                                  | 18 tháng 9 năm 2005  | 19 tháng 12 năm 2016      |
| 246 | "Sự kết thúc của nhóm Mũ Rơm!? Nỗi khiếp sợ mang tên Báo Đốm!" "Mugiwara kaizokudan zenmetsu? Moderu hyō no kyōi" (麦わら海賊団全滅?モデル豹の脅威!)                          | 23 tháng 10 năm 2005 | 20 tháng 12 năm 2016      |
| 247 | "Hiện thân của con thuyền! Nước mắt của Usopp!" "Fune kara mo aisareta otoko! Usoppu no namida!" (船からも愛された男!ウソップの涙!)                                           | 30 tháng 10 năm 2005 | 21 tháng 12 năm 2016      |
| 248 | "Quá khứ của Franky! Ngày đầu tiên tàu hỏa lăn bánh" "Furankī no kako! Umi ressha ga hashitta hi" (フランキーの過去!海列車が走った日)                                         | 6 tháng 11 năm 2005  | 22 tháng 12 năm 2016      |
| 249 | "Tham vọng của Spandam! Ngày Hải Liệt Xa run sợ" "Supandamu no inbō! Umi ressha ga ureta hi" (スパンダムの陰謀!海列車が揺れた日)                                              | 13 tháng 11 năm 2005 | 23 tháng 12 năm 2016      |
| 250 | "Hơi thở cuối cùng của một huyền thoại! Ngày Hải Liệt Xa đau đớn" "Densetsu no otoko no saigo! Umi ressha ga naita hi" (伝説の男の最期!海列車が泣いた日)                      | 27 tháng 11 năm 2005 | 26 tháng 12 năm 2016      |
| 251 | "Sự thật đằng sau sự phản bội! Quyết định của Robin" "Uragiri no shinsō! Robin no kanashiki ketsui!" (裏切りの真相!ロビンの哀しき決意!)                                       | 27 tháng 11 năm 2005 | 27 tháng 12 năm 2016      |
| 252 | "Tiếng còi chia rẽ băng nhóm! Khi tàu lăn bánh" "Nakama o hikihanasu kiteki! Hashiridasu umi ressha" (仲間を引き離す汽笛!走り出す海列車)                                      | 4 tháng 12 năm 2005  | 28 tháng 12 năm 2016      |
| 253 | "Sanji độc diễn! Phiên bản đầu tiên của tàu" "Sanji totsunyū! arashi no naka no umi ressha batoru!" (サンジ突入!嵐の中の海列車バトル!)                                        | 11 tháng 12 năm 2005 | 29 tháng 12 năm 2016      |
| 254 | "Nỗi niềm của Nami! Luffy Mũ Rơm hồi sinh!" "Nami tamashii no sakebi! Mugiwara no Rufi fukukatsu!" (ナミ魂の叫び!麦わらのルフィ復活!)                                         | 22 tháng 1 năm 2006  | 30 tháng 12 năm 2016      |
| 255 | "Một chiếc tàu hỏa khác! Rocket Man vượt bão" "Mō hitotsu no umi ressha? Rokettoman shutsugeki" (もう一つの海列車?ロケットマン出撃)                                           | 29 tháng 1 năm 2006  | 2 tháng 1 năm 2017        |
| 256 | "Giải cứu đồng đội! Nợ máu trả bằng máu!" "Nakama o sukue! Kobushi ni chikatta teki dōshi no kizuna!" (仲間を救え!拳に誓った敵同士の絆!)                                      | 5 tháng 2 năm 2006   | 3 tháng 1 năm 2017        |
| 257 | "Xuyên qua con sóng dữ! Đòn phối hợp của Luffy và Zoro" "Nami o sake! Rufi to Zoro no saikyō gattai waza" (波を砕け!ルフィとゾロの最強合体技)                                 | 26 tháng 2 năm 2006  | 4 tháng 1 năm 2017        |
| 258 | "Hành tung bí ẩn! Tên cậu ta là Vua Bắn Tỉa!" "Nazo no otoko tōjō!? Sono na wa Sogekingu!" (謎の男登場!?その名はそげキング!)                                                  | 5 tháng 3 năm 2006   | 5 tháng 1 năm 2017        |
| 259 | "Sanji và Ramen Kenpo! Đầu bếp đối đầu" "Kokku taiketsu! Sanji VS Rāmen kenpō" (コック対決!サンジVSラーメン拳法)                                                              | 12 tháng 3 năm 2006  | 6 tháng 1 năm 2017        |
| 260 | "Quyết đấu trên nóc! Franky và Nero" "yane no ue no kettō! Furankī VS Nero" (屋根の上の決闘!フランキーVSネロ)                                                                 | 19 tháng 3 năm 2006  | 9 tháng 1 năm 2017        |
| 261 | "Máy cắt quỷ Zoro! Kẻ đào thuyền T-Bone" "Gekitotsu! Onigiri Zoro VS funegiri T Bōn" (激突!鬼斬りゾロVS船斬りTボーン)                                                         | 2 tháng 4 năm 2006   | 10 tháng 1 năm 2017       |
| 262 | "Giải cứu Robin! Kế hoạch của Vua Bắn Tỉa!!" "Robin sōdatsusen! Sogekingu no kisaku!!" (ロビン争奪戦!そげキングの奇策!)                                                       | 16 tháng 4 năm 2006  | 11 tháng 1 năm 2017       |
| 263 | "Hòn đảo của công lý! Chân dung Enies Lobby" "Shihō no shima! Eniesu Robī no zenbō" (司法の島!エニエス·ロビーの全貌!)                                                         | 30 tháng 4 năm 2006  | 12 tháng 1 năm 2017       |

### Mùa 9: Đảo Tư Pháp Enies Lobby (264 - 336)
| Arc Enies Lobby                                   | |                      |                     |
| 264                                               | "Chiến dịch đổ bộ lên đảo! Nhóm Mũ Rơm hành động!" "Jōriku Sakusen Shidō! Mugiwara Ichimi Totsunyū seyo!" (上陸作戦始動! 麦わら一味突入せよ!)                                         | 24 tháng 5 năm 2006  | 13 tháng 1 năm 2017 |
| 265                                               | "Trận đột kích của Luffy! Trên đảo Công Lý" "Rufi Kai Shingeki! Shihō no Shima de Dai Kessen!" (ルフィ快進撃! 司法の島で大決戦!)                                                      | 4 tháng 6 năm 2006   | 16 tháng 1 năm 2017 |
| 266                                               | "Mở cánh cổng thứ 2! Đối đầu với người khổng lồ" "Kyojinzoku to no Kōbō! Dai Ni no Mon o Akero!" (巨人族との攻防! 第2の門を開けろ)                                                    | 11 tháng 6 năm 2006  | 17 tháng 1 năm 2017 |
| 267                                               | "Mở đường trốn thoát! Rocket Man bay lên!" "Katsuro o Hirake! Sora o Tobu Rokettoman!" (活路を開け! 空を飛ぶロケットマン!)                                                            | 18 tháng 6 năm 2006  | 18 tháng 1 năm 2017 |
| 268                                               | "Bắt Kịp Luffy! Nhóm Mũ Rơm tấn công!" "Rufi ni Oitsuke! Mugiwara Ichimi Sōryokusen" (ルフィに追いつけ! 麦わら一味総力)                                                               | 25 tháng 6 năm 2006  | 19 tháng 1 năm 2017 |
| 269                                               | "Nico Robin phản bội! Mục tiêu thật sự của Chính Phủ!" "Uragira re ta Robin! Sekai Seifu no Omowaku!" (裏切られたロビン! 世界政府の思惑!)                                             | 25 tháng 6 năm 2006  | 20 tháng 1 năm 2017 |
| 270                                               | "Giành lại Robin! Luffy và Blueno!" "Robin o Kaese! Rufi vs. Burūno!" (ロビンを返せ! ルフィvsブルーノ!)                                                                               | 2 tháng 7 năm 2006   | 13 tháng 2 năm 2017 |
| 271                                               | "Tín hiệu của cuộc phản công! Quyết không dừng lại" "Tachidomaru na! Hangeki no Noroshi o Agero!" (立ち止まるな! 反撃の狼煙を上げろ!)                                                 | 9 tháng 7 năm 2006   | 14 tháng 2 năm 2017 |
| 272                                               | "Luffy trong tầm ngắm! Trận đại chiến trên nóc nhà tòa án" "Rufi Mokuzen! Saibanshomae Hiroba e Shūketsu se yo" (ルフィ目前! 裁判所前広場へ集結せよ)                                  | 23 tháng 7 năm 2006  | 15 tháng 2 năm 2017 |
| 273                                               | "Tất cả vì bạn bè! Gear 2 hoạt động!" "Subete wa Nakama o Mamoru Tame ni! Gia Sekando Hatsudō" (全ては仲間を守る為に! ギア2発動!)                                                     | 30 tháng 7 năm 2006  | 16 tháng 2 năm 2017 |
| 274                                               | "Trả lời đi Robin! Người từ bỏ Băng Mũ Rơm!!" "Kotaero Robin! Mugiwara Ichimi no Sakebi!!" (答えろロビン! 麦わら一味の叫び!!)                                                         | 6 tháng 8 năm 2006   | 17 tháng 2 năm 2017 |
| 275                                               | "Quá khứ của Robin! Con gái của quỷ dữ!" "Robin no Kako! Akuma to Yoba re ta Shōjo!" (ロビンの過去! 悪魔と呼ばれた少女)                                                               | 13 tháng 8 năm 2006  | 20 tháng 2 năm 2017 |
| 276                                               | "Số phận người mẹ và đứa con! Người mẹ tên Olvia!" "Shukumei no Oyako! Sono Haha no Na wa Orubia!" (宿命の母娘! その母の名はオルビア!)                                                | 10 tháng 9 năm 2006  | 21 tháng 2 năm 2017 |
| 277                                               | "Bi kịch của Ohara! Sự đáng sợ của Buster Call!" "Ohara no Higeki! Basutā Kōru no Kyōfu" (オハラの悲劇! バスターコールの恐怖)                                                         | 24 tháng 9 năm 2006  | 22 tháng 2 năm 2017 |
| 278                                               | "Tôi muốn được sống! Chúng ta mãi mãi là đồng đội!!" "Ikitai to Ie! Oretachi wa Nakama da!!" (生きたいと言え! オレ達は仲間だ!!)                                                       | 24 tháng 9 năm 2006  | 23 tháng 2 năm 2017 |
| Arc Straw Hat Theater & The Straw Hat Pirate Crew | |                      |                     |
| 279                                               | "Cùng nhảy xuống thác nào! Cảm xúc của Luffy!!" "Taki ni Mukatte Tobe! Rufi no Omoi!!" (滝に向かって飛べ! ルフィの想い!!)                                                             | 1 tháng 10 năm 2006  | 24 tháng 2 năm 2017 |
| 280                                               | "Con đường của những người đàn ông! Kiếm thuật của Zoro và giấc mơ của Usopp" "Otoko no Ikisama! Zoro no Waza Usoppu no Yume" (男の生き様! ゾロの業·ウソップの夢)                     | 8 tháng 10 năm 2006  | 27 tháng 2 năm 2017 |
| 281                                               | "Bản đồ thế giới của Nami! Nước mắt thứ kết dính đồng đội" "Namida ga Tsumui da Nakama no Kizuna! Nami no Sekai Chizu" (涙が紡いだ仲間の絆! ナミの世界地図)                           | 15 tháng 10 năm 2006 | 28 tháng 2 năm 2017 |
| 282                                               | "Lời chào tạm biệt người cải tiến! Sanji và Chopper" "Wakare ga Otoko o Migaku! Sanji to Choppā" (別れが男を磨く! サンジとチョッパー)                                                 | 22 tháng 10 năm 2006 | 1 tháng 3 năm 2017  |
| 283                                               | "Tất cả cho đồng đội! Robin trong bống tối" "Subete wa Nakama no Tame ni! Yami no Naka no Robin!" (全ては仲間の為に! 闇の中のロビン!)                                                 | 29 tháng 10 năm 2006 | 2 tháng 3 năm 2017  |
| Arc Enies Lobby                                   | |                      |                     |
| 284                                               | "Ta sẽ không đưa nó cho ngươi! Quyết định của Franky" "Sekkeizu wa Watasanai! Furankī no Ketsudan" (設計図は渡さない! フランキーの決断)                                               | 5 tháng 11 năm 2006  | 3 tháng 3 năm 2017  |
| 285                                               | "Tìm được 5 chiếc chìa khóa! Nhóm Mũ Rơm quyết đấu CP9" "Itsutsu no Kage o Ubae! Mugiwara Ichimi Tai CP9" (5つの鍵を奪え! 麦わら一味対CP9)                                            | 12 tháng 11 năm 2006 | 6 tháng 3 năm 2017  |
| 286                                               | "Sức mạnh của trái ác quỷ! Kaku và Jyabura biến hình" "Akuma no Mi no Chikara! Kaku to Jabura Daihenshin" (悪魔の実の力! カクとジャブラ大変身)                                        | 19 tháng 11 năm 2006 | 7 tháng 3 năm 2017  |
| 287                                               | "Có chết cũng không đánh phụ nữ! Phong cách của Sanji" "Shin demo Keran! Sanji Otoko no Kishidō" (死んでも蹴らん! サンジ男の騎士道!)                                                  | 26 tháng 11 năm 2006 | 8 tháng 3 năm 2017  |
| 288                                               | "Fukurou mắc sai lầm! Nước Cola của tôi" "Fukurō no Gosan! Ore no Kōra wa Inochi no Mizu" (フクロウの誤算! 俺のコーラは命の水)                                                        | 3 tháng 12 năm 2006  | 9 tháng 3 năm 2017  |
| 289                                               | "Cách đánh mới của Zoro! Sogeking làm kiếm được sao?" "Zoro Shinwaza Sakuretsu! Katana no Na wa Sogekingu?" (ゾロ新技炸裂! 刀の名はそげキング?)                                       | 10 tháng 12 năm 2006 | 10 tháng 3 năm 2017 |
| 290                                               | "Không thể kiểm soát! Điều cấm kị của thuốc viên biến hóa!" "Seigyo Funō! Choppā Kindan no Ranburu!" (制御不能! チョッパー禁断のランブル)                                             | 17 tháng 12 năm 2006 | 13 tháng 3 năm 2017 |
| Arc Boss Luffy Historical Special                 | |                      |                     |
| 291                                               | "Thuyền trưởng Luffy trở lại! Rắc rối vé số là thật hay mơ" "Rufi Oyabun Futatabi! Yume ga Aware ka Tomikuji Zōdō" (ルフィ親分再び! 夢か現か富くじ騒動)                               | 24 tháng 12 năm 2006 | 14 tháng 3 năm 2017 |
| 292                                               | "Ngày hội Mochi Maki! Cuộc đua lớn! Âm mưu của Buggy!" "Oshiro de Mochi Maki Dai Rēsu! Akai Hana no Inbō" (お城で餅まき大レース! 赤い鼻の陰謀)                                        | 7 tháng 1 năm 2007   | 15 tháng 3 năm 2017 |
| Arc Enies Lobby                                   | |                      |                     |
| 293                                               | "Kalifa và trái Awa Awa! Cạm bẫy tấn công Nami!" "Awatsukai Karifa! Nami ni Hakaru Sekken no Wana" (泡使いカリファ! ナミに迫る石鹸の罠)                                               | 14 tháng 1 năm 2007  | 16 tháng 3 năm 2017 |
| 294                                               | "Tin xấu đã đến! Kích hoạt Buster Call!" "Hibikiwataru Kyōhō! Hatsudō Basutā Kōru!" (響き渡る凶報! 発動バスターコール!)                                                               | 21 tháng 1 năm 2007  | 17 tháng 3 năm 2017 |
| 295                                               | "Ảo ảnh phản công! Nami có năm người?" "Gonin no Nami? Hangeki wa Shinkirō to Tomo ni!" (5人のナミ? 反撃は蜃気楼とともに!)                                                            | 28 tháng 1 năm 2007  | 20 tháng 3 năm 2017 |
| 296                                               | "Quyết tâm của Nami! Cơn thịnh nộ của Chopper!" "Nami no Ketsudan! Bōsō Choppā o Ute!" (ナミの決断! 暴走チョッパーを撃て!)                                                            | 4 tháng 2 năm 2007   | 21 tháng 3 năm 2017 |
| 297                                               | "Thợ săn Sanji!? Hình phạt cho con sói nói dối" "Garibito Sanji Tōjō? Usotsuki Ōkami ni Okuru Banka" (狩人サンジ登場!? 嘘つき狼に贈る挽歌)                                            | 11 tháng 2 năm 2007  | 22 tháng 3 năm 2017 |
| 298                                               | "Cú đá lửa! Sanji bộ tuyệt chiêu siêu đẳng" "Shakunetsu no Keri! Sanji Ashiwaza no Furukōsu" (灼熱の蹴り! サンジ足技のフルコース)                                                     | 25 tháng 2 năm 2007  | 23 tháng 3 năm 2017 |
| 299                                               | "Cuộc quyết đấu giữa những thanh kiếm! Cuộc so tài giữa Zoro và Kaku" "Hakujin no Mōgeki! Zoro Tai Kaku Kyōryoku Sangeki Taiketsu" (白刃の猛襲! ゾロ対カク強力斬撃対決)               | 4 tháng 3 năm 2007   | 24 tháng 3 năm 2017 |
| 300                                               | "Quỷ Thần Zoro! Sự hóa thân của Thần Asura!" "Kishin Zoro! Kihaku ga Miseta Ashura no Keshin" (鬼神ゾロ! 気迫が見せた阿修羅の化身)                                                    | 11 tháng 3 năm 2007  | 27 tháng 3 năm 2017 |
| 301                                               | "Spandam dính chưởng! Người anh hùng trên đỉnh tháp" "Spandamu Kyōgo! Shihō no Tō ni Tatsu Eiyū" (スパンダム驚愕! 司法の塔に立つ英雄)                                                 | 18 tháng 3 năm 2007  | 28 tháng 3 năm 2017 |
| 302                                               | "Giải cứu Robin! Luffy và Lucci: Đỉnh điểm của cuộc chiến" "Robin Kaihō! Rufi Tai Rutchi Chōjō Kessen" (ロビン解放! ルフィ対ルッチ頂上決戦)                                           | 25 tháng 3 năm 2007  | 29 tháng 3 năm 2017 |
| Arc Boss Luffy Historical Special                 | |                      |                     |
| 303                                               | "Phạm nhân là Mũ Rơm Luffy!? Theo dấu cây anh đào khổng lồ bị mất cắp" "Hannin wa Rufi Oyabun? Kieta Ōzakura o Oe" (犯人はルフィ親分? 消えた大桜を追え)                               | 1 tháng 4 năm 2007   | 30 tháng 3 năm 2017 |
| Arc Enies Lobby                                   | |                      |                     |
| 304                                               | "Nếu không thắng sẽ không bảo vệ được ai! Gear 3 khởi động!" "Katenakya Dare mo Mamorenai! Gia Sado Shidō" (勝てなきゃ誰も守れない! ギア3始動)                                        | 8 tháng 4 năm 2007   | 31 tháng 3 năm 2017 |
| 305                                               | "Quá khứ kinh hoàng! Chính nghĩa của Rob Lucci!" "Senritsu no Kako! Yami no Seigi to Robu Rutchi" (戦慄の過去! 闇の正義とロブ·ルッチ)                                                 | 15 tháng 4 năm 2007  | 3 tháng 4 năm 2017  |
| 306                                               | "Người cá bí ẩn xuất hiện!? Khi ý thức đang mất dần" "Maboroshi no Ningyo Awareru? Usure Yuku Ishiki no Naka de" (幻の人魚現る? 薄れゆく意識のなかで)                                 | 22 tháng 4 năm 2007  | 4 tháng 4 năm 2017  |
| 307                                               | "Hòn đảo trong biển lửa! Sự tiếc nuối của Franky" "Hōka ni Shizumu Shima! Furankī Munen no Sakebi" (砲火に沈む島! フランキー無念の叫び)                                               | 29 tháng 4 năm 2007  | 5 tháng 4 năm 2017  |
| 308                                               | "Chờ đợi Luffy! Hỗn chiến trên Cầu Do Dự!" "Rufi o Mate! Tamerai no Hashi no Shitō!" (ルフィを待て! ためらいの橋の死闘!)                                                              | 6 tháng 5 năm 2007   | 6 tháng 4 năm 2017  |
| 309                                               | "Sức mạnh qua nắm đấm! Nỗ lực của Luffy!" "Kobushi ni Kometa Omoi! Rufi Konshin no Gātoringu" (拳に込めた想い! ルフィ渾身の銃乱打)                                                    | 13 tháng 5 năm 2007  | 7 tháng 4 năm 2017  |
| 310                                               | "Người bạn đến từ biển! Tình bạn bền vững của nhóm Mũ Rơm" "Tomo, Umi Yori Kuru! Mugiwara Ichimi Saikyō no Kizuna" (友, 海より来る! 麦わら一味最強の絆)                               | 20 tháng 5 năm 2007  | 10 tháng 4 năm 2017 |
| 311                                               | "Cuộc tẩu thoát ngoạn ngục! Chiến thắng thuộc về hải tặc!" "Zen'in Dai Dasshutsu! Shōsha no Michi wa Kaizoku no Tame ni" (全員大脱出! 勝者の道は海賊のために)                         | 27 tháng 5 năm 2007  | 11 tháng 4 năm 2017 |
| 312                                               | "Cám ơn cậu nhiều lắm Merry! Tuyết đầu mùa rơi buổi từ biệt" "Arigatō Merī! Yuki ni Kemuru Wakare no Umi" (ありがとうメリー! 雪に煙る別れの海)                                        | 3 tháng 6 năm 2007   | 12 tháng 4 năm 2017 |
| Arc Hậu Enies Lobby                               | |                      |                     |
| 313                                               | "Cuộc nghỉ ngơi bị xáo động! Phó đô đốc Hải quân với "Nắm đấm yêu thương"!" "Yaburareta Ansoku! Ai no Kobushi o Motsu Kaigun Chūjō" (破られた安息! 愛の拳を持つ海軍中将)              | 10 tháng 6 năm 2007  | 4 tháng 6 năm 2019  |
| 314                                               | "Dòng họ siêu đẳng? Ba của Luffy lộ diện!" "Saikyō no Kakei? Akasareta Rufi no Chichi!" (最強の家系? 明かされたルフィの父!)                                                           | 17 tháng 6 năm 2007  | 5 tháng 6 năm 2019  |
| 315                                               | "Đó là Tân Thế Giới! Xa nhất trong Đại Hải Trình!" "Sono Na wa Shin Sekai! Gurando Rain no Yukue" (その名は新世界! 偉大なる航路の行方)                                                | 24 tháng 6 năm 2007  | 6 tháng 6 năm 2019  |
| 316                                               | "Shanks hành động! Nghi lễ dành cho thời đại điên loạn" "Shankusu Ugoku! Bōsōsuru Jidai e no Kusabi" (シャンクス動く! 暴走する時代への楔)                                             | 1 tháng 7 năm 2007   | 7 tháng 6 năm 2019  |
| 317                                               | "Cô bé đi tìm Yagara! Cuộc điều tra lớn ở kinh đô!" "Yagara o Sagasu Shōjo! Mizu no Miyako Daisōsasen!" (ヤガラを探す少女! 水の都大捜査線!)                                           | 8 tháng 7 năm 2007   | 8 tháng 6 năm 2019  |
| 318                                               | "Người mẹ mạnh mẽ! Zoro miễn cưỡng giúp việc nhà" "Haha wa Tsuyoshi! Zoro no Dotabata Kaji Tetsudai" (母は強し! ゾロのドタバタ家事手伝い)                                             | 15 tháng 7 năm 2007  | 9 tháng 6 năm 2019  |
| 319                                               | "Sanji xung kích! Ông lão bí ẩn và món ăn cực ngon!" "Sanji Shōgeki! Nazo no Jii-san to Hageuma Ryōri" (サンジ衝撃! 謎の爺さんと激ウマ料理)                                           | 22 tháng 7 năm 2007  | 10 tháng 6 năm 2019 |
| 320                                               | "Cuối cùng tất cả mọi người cũng được truy nã! Băng hải tặc với số tiền thưởng hơn 600 triệu!" "Tsui ni Zen'in Shōkinkubi! Rokuoku Koe no Ichimi!" (ついに全員賞金首! 6億超えの一味!) | 19 tháng 8 năm 2007  | 11 tháng 6 năm 2019 |
| 321                                               | "Vua quái vật sẽ ra khơi! Con tàu trong mơ tráng lệ hoàn thành!" "Umi o Nozomu Hyakujū no Ō! Yume no Fune Dōdō Kansei!" (海を臨む百獣の王! 夢の船堂々完成!)                           | 26 tháng 8 năm 2007  | 12 tháng 6 năm 2019 |
| 322                                               | "Tạm biệt những người yêu thương! Franky ra khơi!" "Saraba Itoshiki Kobun-tachi! Furankī Tatsu" (さらば愛しき子分達! フランキー発つ)                                                  | 2 tháng 9 năm 2007   | 13 tháng 6 năm 2019 |
| 323                                               | "Rời khỏi Kinh đô nước! Điều đặc biệt trong trận quyết đấu đàn ông của Usopp!" "Shukkō Mizu no Miyako! Otoko Usoppu Kettō no Kejime" (出港水の都! 男ウソップ決闘のケジメ)             | 9 tháng 9 năm 2007   | 14 tháng 6 năm 2019 |
| 324                                               | "Truy nã trên toàn thế giới! Người thân cổ vũ con tàu ra khơi!" "Meguru Tehaisho! Kokyō wa Odoru Fune wa Susumu!" (めぐる手配書! 故郷は踊る 船は進む!)                                | 16 tháng 9 năm 2007  | 15 tháng 6 năm 2019 |
| 325                                               | "Sức mạnh tà ma nhất! Bóng tối của Râu Đen tấn công Ace!" "Saikyō no Nōryoku! Ēsu o Osou Kurohige no Yami" (最凶の能力! エースを襲う黒ひげの闇)                                       | 23 tháng 9 năm 2007  | 16 tháng 6 năm 2019 |
| Arc Ice Hunter                                    | |                      |                     |
| 326                                               | "Nhóm hải tặc huyền bí! Tàu Sunny và cạm bẫy nguy hiểm!" "Nazo no Kaizoku Go Ichigyō! Sanī-gō to Kikken na Wana" (謎の海賊ご一行!サニー号と危険な罠)                                  | 14 tháng 10 năm 2007 | 17 tháng 6 năm 2019 |
| 327                                               | "Sunny trong cơn nguy hiểm! Gầm lên, Mecha bí mật siêu tốc!" "Sanī-gō Pinchi! Unare Chōsoku no Himitsu Meka" (サニー号ピンチ!唸れ超速の秘密メカ)                                      | 21 tháng 10 năm 2007 | 18 tháng 6 năm 2019 |
| 328                                               | "Ước mơ chôn vùi tại Tân Thế Giới! Sự tuyệt vọng của hải tặc Puzzle!" "Shinsekai ni Shizumu Yume! Shitsui no Kaizoku Pazūru" (新世界に沈む夢!失意の海賊パズール)                      | 28 tháng 10 năm 2007 | 19 tháng 6 năm 2019 |
| 329                                               | "Cuộc tấn công của những thợ săn hải tặc! Đại chiến trên băng bắt đầu!" "Osoi Kuru Shikaku-tachi! Kōri Ue Daibatoru Kaishi" (襲い来る刺客たち!氷上大バトル開始)                       | 4 tháng 11 năm 2007  | 20 tháng 6 năm 2019 |
| 330                                               | "Trận chiến đầy trắc trở của nhóm Mũ Rơm! Linh hồn hải tặc quyết tử vì lá cờ!" "Taikusen Mugiwara Ichimi! Hata ni Kakeru Kaizokudamashī" (大苦戦麦わら一味!旗にかける海賊魂)          | 11 tháng 11 năm 2007 | 21 tháng 6 năm 2019 |
| 331                                               | "Mở hết hơi ga nóng! Năng lực từ tính của cặp sinh đôi!" "Atsukurushisa Zenkai! Semaru Futago no Jiryoku Pawā" (暑苦しさ全開! 迫る双子の磁力パワー)                                   | 18 tháng 11 năm 2007 | 22 tháng 6 năm 2019 |
| 332                                               | "Hỗn chiến trong căn cứ địa! Accino tức giận và Băng hải tặc bị bắt" "Daikōran no Kan! Ikaru Don to Toraware no Ichimi" (大混乱の館! 怒るドンと囚われの一味)                          | 25 tháng 11 năm 2007 | 23 tháng 6 năm 2019 |
| 333                                               | "Phượng Hoàng hồi sinh! Giấc mơ của lá cờ hải tặc mang theo lời thề với đồng đội!" "Fushichō Futatabi! Tomo ni Chikau Kaizokuki no Yume" (不死鳥ふたたび! 友に誓う海賊旗の夢)         | 2 tháng 12 năm 2007  | 24 tháng 6 năm 2019 |
| 334                                               | "Trận quyết đấu nóng rực! Luffy đấu với Don Accino!" "Atsu Atsu Chōkessen! Rufi vs. Shakuretsu no Don" (アツアツ超決戦! ルフィvs灼熱のドン)                                           | 9 tháng 12 năm 2007  | 25 tháng 6 năm 2019 |
| 335                                               | "Chờ đợi ở Tân Thế Giới! Tạm biệt băng hải tặc gan dạ" "Shinsekai de Matsu! Isamashiki Kaizoku to no Wakare" (新世界で待つ! 勇ましき海賊との別れ)                                     | 16 tháng 12 năm 2007 | 26 tháng 6 năm 2019 |
| 336                                               | "Cứu nguy! Chopper Man! Bảo vệ đài truyền hình bờ biển!" "Shutsudō Choppāman! Mamore Nagisa no Terebi Kyoku" (出動チョッパーマン！守れ渚のＴＶ局)                                     | 23 tháng 12 năm 2007 | 27 tháng 6 năm 2019 |

### Mùa 10: Thriller Bark (337 - 381)
| #   | Tên tập phim | Ngày phát sóng gốc   | Ngày phát sóng tiếng Việt |
| --- | --- | -------------------- | ------------------------- |
| 337 | "Lạc bước vào đất quỷ! Bộ xương bí ẩn lang thang trong màn sương!" "Ma no Umi Totsunyū! Kiri ni Ukabu Nazo no Gaikotsu" (魔の海突入! 霧に浮かぶ謎のガイコツ)                                        | 6 tháng 1 năm 2008   | 28 tháng 6 năm 2019       |
| 338 | "Niềm hạnh phúc khi gặp con người! Nỗi lòng của quý ông xương!" "Hito ni Aeta Yorokobi! Gaikotsu Shinshi no Shōtai" (人に逢えた喜び! ガイコツ紳士の正体)                                            | 13 tháng 1 năm 2008  | 29 tháng 6 năm 2019       |
| 339 | "Bí mật đằng sau những hiện tượng kì quái! Đổ bộ xuống Thriller Bark!" "Kai Genshō Zokuzoku! Surirābāku Jōriku" (怪現象ぞくぞく! スリラーバーク上陸)                                                | 20 tháng 1 năm 2008  | 30 tháng 6 năm 2019       |
| 340 | "Người đàn ông thiên tài! Bác sỹ Hogback xuất hiện!" "Tensai to Yobareta Otoko! Hogubakku Arawaru!" (天才と呼ばれた男! ホグバック現る!)                                                             | 27 tháng 1 năm 2008  | 1 tháng 7 năm 2019        |
| 341 | "Nami bị bắt! Dinh thự thây ma và người tàng hình!" "Nami Daipinchi! Zonbi Yashiki to Tōmei Ningen" (ナミ大ピンチ! ゾンビ屋敷と透明人間)                                                            | 3 tháng 2 năm 2008   | 2 tháng 7 năm 2019        |
| 342 | "Thây ma bí ẩn! Phòng thí nghiệm kinh hoàng của Hogback!" "Zonbi no Nazo! Akumu no Hogubakku Kenkyūsho" (ゾンビの謎! 悪夢のホグバック研究所)                                                        | 10 tháng 2 năm 2008  | 3 tháng 7 năm 2019        |
| 343 | "Người đàn ông tên Moria! Thử thách của hải tặc chuyên ăn cắp bóng!" "Sono Na wa Moria! Kage o Nigiru Daikaizoku no Wana" (その名はモリア! 影を握る大海賊の罠)                                      | 17 tháng 2 năm 2008  | 4 tháng 7 năm 2019        |
| 344 | "Bữa tiệc thây ma! Tiếng chuông của chuyến săn đêm là âm thanh của bóng tối!" "Zonbi Songu no Kyōen! Yōchi no Kane wa Yami no Oto" (ゾンビ歌の饗宴! 夜討ちの鐘は闇の音)                             | 24 tháng 2 năm 2008  | 5 tháng 7 năm 2019        |
| 345 | "Đầy những loài động vật? Khu vườn kì bí của Perona!" "Dōbutsu Ippai? Perōna no Wandāgāden" (動物いっぱい? ペローナの不思議の庭)                                                                    | 2 tháng 3 năm 2008   | 6 tháng 7 năm 2019        |
| 346 | "Kiếm khách thần bí xuất hiện! Mũ Rơm mất tích!" "Kieru Mugiwara Ichimi! Arawareta Nazo no Kenshi!" (消える麦わら一味! 現れた謎の剣士!)                                                             | 9 tháng 3 năm 2008   | 7 tháng 7 năm 2019        |
| 347 | "Vị kiếm khách cuối cùng! Thây ma phản bội bảo vệ Nami!" "Nokoru Kishidō! Nami o Mamoru Uragiri Zonbi" (残る騎士道! ナミを守る裏切りゾンビ)                                                         | 16 tháng 3 năm 2008  | 8 tháng 7 năm 2019        |
| 348 | "Rơi xuống từ bầu trời! Người đàn ông này là một kiếm khách tuyệt vời!" "Sora kara Sanjō! Kenkyō Hanauta wa Ano Otoko!" (空から参上! 剣狭ハナウタはあの男!)                                         | 23 tháng 3 năm 2008  | 9 tháng 7 năm 2019        |
| 349 | "Luffy gặp nguy hiểm! Chỗ ở của chiếc bóng mạnh nhất!" "Rufi Kinkyūjitai! Saikyō no Kage no Ikisaki!" (ルフィ緊急事態! 最強の影の行き先!)                                                           | 30 tháng 3 năm 2008  | 10 tháng 7 năm 2019       |
| 350 | "Chiến binh ma nhân!! Oars hồi sinh!" "Majin to Yobareta Senshi!! Ōzu Fukkatsu no Toki" (魔人と呼ばれた戦士!! オーズ復活の時)                                                                       | 20 tháng 4 năm 2008  | 11 tháng 7 năm 2019       |
| 351 | "Thức tỉnh sau 500 năm!! Oars hồi sinh!!" "Gohyakunen Buri no Mezame!! Ōzu Kaigan!!" (500年ぶりの目覚め!! オーズ開眼!!)                                                                             | 27 tháng 4 năm 2008  | 12 tháng 7 năm 2019       |
| 352 | "Quyết tâm đòi lại sự sống! Brook bảo vệ mái tóc xù của mình!" "Shinnen no Inochigoi!! Afuro o Mamoru Burukku" (信念の命乞い!! アフロを守るブルック)                                                | 4 tháng 5 năm 2008   | 13 tháng 7 năm 2019       |
| 353 | "Lời hứa của người đàn ông không bao giờ mất!! Gửi đến đồng đội đang chờ đợi ở một vùng trời xa xôi!" "Otoko no Chikai wa Shinazu!! Tōi Sora de Matsu Tomo e" (男の誓いは死なず!! 遠い空で待つ友へ) | 11 tháng 5 năm 2008  | 14 tháng 7 năm 2019       |
| 354 | "Chúng ta sẽ gặp lại nhau!! Brook và lời hứa tại mỏm đá Sinh Đôi!" "Kanarazu Ai ni Iku!! Burukku to Yakusoku no Misaki" (必ず会いに行く!! ブルックと約束の岬)                                       | 18 tháng 5 năm 2008  | 15 tháng 7 năm 2019       |
| 355 | "Thịt, Nami và những chiếc bóng!! Luffy nổi giận phản công!" "Meshi to Nami to Kage!! Luffi Ikari no Daihangeki" (メシとナミと影!! ルフィ怒りの大反撃)                                              | 25 tháng 5 năm 2008  | 17 tháng 7 năm 2019       |
| 356 | "Usopp là người mạnh nhất? Cứ giao bọn ma "bi kịch" cho tôi!" "Usoppu Saikyō? Negateibu wa Makasetoke" (ウソップ最強? ネガティブは任せとけ)                                                         | 1 tháng 6 năm 2008   | 18 tháng 7 năm 2019       |
| 357 | "Thây ma tướng quân bị tiêu diệt ngay tức khắc!! Oars nổi hứng phiêu lưu!!" "Jeneraru Zonbi Shunsetsu!! Ōzu wa Bōken Kibun!!" (将軍ゾンビ瞬殺!! オーズは冒険気分!!)                                 | 8 tháng 6 năm 2008   | 19 tháng 7 năm 2019       |
| 358 | "Chàng hoàng tử rực lửa Sanji!! Đại náo hôn lễ" "Honō no Naito Sanji!! Keri Tsubuse Itsuwari no Kyoshiki" (炎の騎士サンジ!! 蹴り潰せの偽り挙式)                                                     | 15 tháng 6 năm 2008  | 20 tháng 7 năm 2019       |
| 359 | "Háo sắc tương thông? Ước mơ của Sanji bị tan vỡ" "Suke Suke no Innen? Ubawareta Sanji no Yume" (スケスケの因縁? 奪われたサンジの夢)                                                                | 22 tháng 6 năm 2008  | 21 tháng 7 năm 2019       |
| 360 | "Anh hùng ơi! Cứu với!! Kẻ địch là công chúa bất tử!" "Tasukete Hīrō!! Teki wa Fujimi no Purinsesu" (助けて英雄!! 敵は不死身のプリンセス)                                                           | 29 tháng 6 năm 2008  | 23 tháng 7 năm 2019       |
| 361 | "Nỗi khiếp sợ của Perona!! Chữ U trong Uso chính là chữ U trong Usopp" "Perona Kyōfu!! Uso no U wa Usoppu no U" (ペローナ恐怖!! 嘘のウはウソップのウ)                                               | 6 tháng 7 năm 2008   | 24 tháng 7 năm 2019       |
| 362 | "Vũ điệu trảm kích trên mái nhà!! Zoro quyết đấu Ryuma!" "Yane ni Mau Zangeki!! Ketchaku Zoro VS Ryūma" (屋根に舞う斬撃!! 決着ゾロVSリューマ)                                                       | 13 tháng 7 năm 2008  | 25 tháng 7 năm 2019       |
| 363 | "Cơn thịnh nộ của Chopper!! Y thuật tà đạo của bác sỹ Hogback!" "Choppā Gekido!! Hogubakku Ma no Ijutsu" (チョッパー激怒!! ホグバック魔の医術)                                                      | 20 tháng 7 năm 2008  | 26 tháng 7 năm 2019       |
| 364 | "Oars gầm rú!! Thây ma Mũ Rơm vào cuộc!" "Ōzu Hoeru!! Dete Koi Mugiwara no Ichimi" (オーズ吼える!! 出て来い麦わらの一味)                                                                            | 3 tháng 8 năm 2008   | 27 tháng 7 năm 2019       |
| 365 | "Kẻ địch là Luffy! Băng hải tặc Mũ Rơm đấu với ma nhân siêu cấp!" "Teki wa Rufi!! Saikyō Zonbi tai Mugiwara no Ichimi" (敵はルフィ!! 最強ゾンビ対麦わらの一味)                                      | 10 tháng 8 năm 2008  | 28 tháng 7 năm 2019       |
| 366 | "Đánh bại Absalom!! Đòn tấn công tình bạn chớp nhoáng của Nami!!" "Taorero Abusaromu!! Nami Yūjō no Raigeki!!" (倒れろアブサロム!! ナミ友情の雷撃!!)                                                | 17 tháng 8 năm 2008  | 30 tháng 7 năm 2019       |
| 367 | "Một cú hạ màn!! Tất sát Mũ Rơm hợp nhất?" "Ubae Daun!! Hissatsu Mugiwara Dokkingu?" (奪えダウン!! 必殺麦わらドッキング?)                                                                           | 24 tháng 8 năm 2008  | 31 tháng 7 năm 2019       |
| 368 | "Xuất hiện trong thầm lặng!! Vị khách bí ẩn, Bạo chúa Kuma!" "Ashioto Naki Shūrai!! Nazo no Bōmonsha: Bōkun Kuma" (足音なき襲来!! 謎の訪問者•暴君くま)                                              | 31 tháng 8 năm 2008  | 1 tháng 8 năm 2019        |
| 369 | "Oars và Moria! Sự kết hợp mạnh mẽ nhất giữa trí tuệ và sức mạnh!" "Ōzu Purasu Moria – Chikara to Zunō no Saikyō Gattai" (オーズ+モリア 力と頭脳の最強合体)                                         | 7 tháng 9 năm 2008   | 2 tháng 8 năm 2019        |
| 370 | "Chiến lược chiến đấu thầm kín! Luffy Ác Mộng xuất hiện!" "Gyakuten e no Hisaku – Naitomea Rufi Kenzan" (逆転への秘策 ナイトメア•ルフィ見参)                                                        | 14 tháng 9 năm 2008  | 3 tháng 8 năm 2019        |
| 371 | "Hủy diệt Băng hải tặc Mũ Rơm! Năng lực toàn diện của trái Kage Kage!" "Kaimetsu, Mugiwara Ichimi – Kage Kage no Chikara Zenkai" (壊滅, 麦わら一味 カゲカゲの能力全開)                              | 21 tháng 9 năm 2008  | 4 tháng 8 năm 2019        |
| 372 | "Trận đánh đỉnh cao bắt đầu! Luffy quyết đấu với Luffy!" "Chōzetsu Batoru Sutāto! Rufi Tai Rufi" (超絶バトルスタート! ルフィVSルフィ)                                                               | 28 tháng 9 năm 2008  | 6 tháng 8 năm 2019        |
| 373 | "Nỗ lực cuối cùng! Đòn kết thúc!" "Ketchaku Semaru! Tatakikome, Todome no Ichigeki" (決着迫る! たたき込め, とどめの一撃)                                                                            | 5 tháng 10 năm 2008  | 7 tháng 8 năm 2019        |
| 374 | "Cơ thể tan biến! Bình minh lên soi rọi đảo Ác Mộng!" "Karada ga Kieru! Akumu no Shima ni Sasu Asahi!" (肉体が消える! 悪夢の島に射す朝日!)                                                          | 12 tháng 10 năm 2008 | 8 tháng 8 năm 2019        |
| 375 | "Nguy cơ chưa kết thúc! Lệnh xóa sổ Băng hải tặc Mũ Rơm!" "Owaranai Kiki! Mugiwara Ichimi Massatsu Shirei" (終わらない危機! 麦わら一味抹殺指令)                                                     | 19 tháng 10 năm 2008 | 9 tháng 8 năm 2019        |
| 376 | "Năng lực đánh bật mọi thứ! Sức mạnh trái Nikyu Nikyu của Kuma!" "Subete o Hajiku Kuma no Nikyu Nikyu no Nōryoku" (すべてを弾くくまのニキュニキュの能力)                                            | 9 tháng 11 năm 2008  | 10 tháng 8 năm 2019       |
| 377 | "Nỗi đau của đồng đội cũng là nỗi đau của ta! Sự sống và cái chết của Zoro!" "Nakama no Itami wa Waga Itami – Zoro Kesshi no Tatakai" (仲間の痛みは我が痛みゾロ決死の戦い)                          | 16 tháng 11 năm 2008 | 11 tháng 8 năm 2019       |
| 378 | "Lời hứa từ xa xưa! Bài hát của hải tặc và chú cá voi con!" "Tōi Hi no Yakusoku – Kaizoku no Uta to Chīsa na Kujira" (遠い日の約束 海賊の唄と小さなクジラ)                                          | 23 tháng 11 năm 2008 | 13 tháng 8 năm 2019       |
| 379 | "Quá khứ của Brook! Cuộc chia li đau buồn với Băng hải tặc Rumba!" "Burukku no Kako – Yōki na Nakama Kanashiki Wakare" (ブルックの過去 陽気な仲間悲しき別れ)                                        | 30 tháng 11 năm 2008 | 14 tháng 8 năm 2019       |
| 380 | "Rượu của Binks! Bài hát nối liền quá khứ và hiện tại!" "Binkusu no Sake – Kako to Ima o Tsunagu Uta" (ビンクスの酒 過去と現在をつなぐ唄)                                                           | 7 tháng 12 năm 2008  | 15 tháng 8 năm 2019       |
| 381 | "Thành viên mới! Nhạc công - Brook Ngân Nga!" "Aratana Nakama! Ongakuka – Hanauta no Burukku" (新たな仲間! 音楽家·鼻唄のブルック)                                                                   | 14 tháng 12 năm 2008 | 16 tháng 8 năm 2019       |

### Mùa 11: Quần đảo Sabaody (382 - 407)
| Arc Đảo Spa                       | |                      |                     |
| 382                               | "Tia sáng chậm nguy hiểm! Gặp lại Cáo Bạc Foxy!" "Noro Noro no Kyōi – Gingitsune no Fokushī Futatabi" (ノロノロの脅威 銀狐のフォクシー再び)                            | 21 tháng 12 năm 2008 | 17 tháng 8 năm 2019 |
| 383                               | "Đại chiến giành kho báu! Đảo Spa sụp đổ!" "Otakara Daisōdatsusen! Hōkai! Supa Airando-gō" (お宝大争奪戦! 崩壊! スパアイランド号)                                      | 28 tháng 12 năm 2008 | 18 tháng 8 năm 2019 |
| 384                               | "Nỗ lực của Brook! Con đường trở thành một đồng đội tuyệt vời!" "Burukku Daifuntō – Shin no Nakama e no Michi Kewashi?" (ブルック大奮闘 真の仲間への道険し?)           | 11 tháng 1 năm 2009  | 20 tháng 8 năm 2019 |
| Arc Quần Đảo Sabaody              | |                      |                     |
| 385                               | "Nửa chặng đường Đại Hải Trình! Đặt chân đến Red Line!" "Gurand Rain Hanshū Tōtatsu! Reddo Rain" (偉大なる航路半周到達! 赤い土の大陸)                                  | 18 tháng 1 năm 2009  | 21 tháng 8 năm 2019 |
| 386                               | "Mối thù với Băng hải tặc Mũ Rơm! Mặt Nạ Sắt - Duval xuất hiện!" "Mugiwara Ichimi Nikushi – Tekkamen no Dyubaru Tōjō" (麦わら一味憎し 鉄仮面のデュバル登場)            | 25 tháng 1 năm 2009  | 22 tháng 8 năm 2019 |
| 387                               | "Cuộc gặp gỡ định mệnh! Giải cứu người cá bị giam cầm!" "Innen no Saikai! Toraware no Gyojin o Sukuidase" (因縁の再会! 囚われの魚人を救い出せ)                         | 1 tháng 2 năm 2009   | 23 tháng 8 năm 2019 |
| 388                               | "Bi kịch! Sự thật đằng sau chiếc mặt nạ của Duval!" "Higeki! Kamen ni Kakusareta Dyubaru no Shinjitsu" (悲劇! 仮面に隠されたデュバルの真実)                            | 8 tháng 2 năm 2009   | 24 tháng 8 năm 2019 |
| 389                               | "Bùng nổ! Vũ khí siêu đẳng bí mật của Sunny - Đại pháo Gaon!" "Sakuretsu! Sanī-gō no Chōhimitsu Heiki Gaon Hō" (炸裂! サニー号の超秘密兵器ガオン砲)                    | 15 tháng 2 năm 2009  | 25 tháng 8 năm 2019 |
| 390                               | "Hướng về Đảo Người Cá! Quần đảo Sabaody!" "Gyojintō o Mokushishite Jōriku – Shabondi Shotō" (魚人島を目指して上陸 シャボンディ諸島)                                   | 22 tháng 2 năm 2009  | 27 tháng 8 năm 2019 |
| 391                               | "Bạo ngược! Những kẻ thống trị Sabaody - Thiên Long Nhân!" "Bōgyaku! Shabondi no Shihaisha Tenryūbito" (暴虐! シャボンディの支配者天竜人)                              | 1 tháng 3 năm 2009   | 28 tháng 8 năm 2019 |
| 392                               | "Đối thủ mới tụ họp! 11 Siêu Tân Binh!" "Aratana Raibaru Shūketsu! Jūichinin no Chōshinsei" (新たなライバル集結! 11人の超新星)                                         | 8 tháng 3 năm 2009   | 29 tháng 8 năm 2019 |
| 393                               | " Mục tiêu là Keimi!! Nanh vuốt của kẻ bắt cóc chuyên nghiệp lù lù xuất hiện!" "Hyōteki wa Keimī!! Semaru Hitosarai-ya no Mashu" (標的はケイミー!! 迫る人攫い屋の魔手) | 15 tháng 3 năm 2009  | 30 tháng 8 năm 2019 |
| 394                               | "Giải cứu Keimi! Lịch sử đen tối còn sót lại trên quần đảo!" "Keimī o Sukue - Shotō ni Nokoru Ankoku no Rekishi" (ケイミーを救え 諸島に残る暗黒の歴史)                 | 29 tháng 3 năm 2009  | 31 tháng 8 năm 2019 |
| 395                               | "Giới hạn thời gian! Phiên đấu giá con người bắt đầu!" "Taimu Rimitto - Hyūman Ōkushon Kaimaku" (タイムリミット 人間オークション開幕)                                  | 5 tháng 4 năm 2009   | 1 tháng 9 năm 2019  |
| 396                               | "Nắm đấm bùng nổ! Đập tan buổi bán đấu giá!" "Tekken Sakuretsu! Ōkushon o Buttsubuse" (鉄拳炸裂! オークションをぶっつぶせ)                                             | 12 tháng 4 năm 2009  | 3 tháng 9 năm 2019  |
| 397                               | "Khiếp sợ tột cùng! Cuộc chiến trong Hội trường đấu giá!" "Dai Panikku! Ōkushon Kaijō no Shitō" (大パニック! オークション会場の死闘)                                   | 19 tháng 4 năm 2009  | 4 tháng 9 năm 2019  |
| 398                               | "Đô đốc Kizaru hành động! Quần đảo Sabaody hỗn loạn!" "Taishō Kizaru Ugoku! Sōzen Shabondi Shotō" (大将黄猿動く! 騒然シャボンディ諸島)                                 | 26 tháng 4 năm 2009  | 5 tháng 9 năm 2019  |
| 399                               | "Đột phá vòng vây! Hải Quân đối đầu 3 thuyền trưởng!" "Hōim Ami o Toppaseyo! Kaigun VS Sannin no Senchō" (包囲網を突破せよ! 海軍VS三人の船長)                          | 3 tháng 5 năm 2009   | 6 tháng 9 năm 2019  |
| 400                               | "Roger và Rayleigh! Vua Hải Tặc và Cánh tay phải!" "Rojā to Reirī – Kaizoku Ō to sono Migiude" (ロジャーとレイリー 海賊王とその右腕)                                   | 10 tháng 5 năm 2009  | 7 tháng 9 năm 2019  |
| 401                               | "Không thể tránh đòn!? Cú đá tốc độ ánh sáng của Đô Đốc Kizaru!!" "Kaihi Fukanō!? Taishō Kizaru no Kōsoku no Keri" (回避不可能!? 大将黄猿の光速の蹴り)                 | 17 tháng 5 năm 2009  | 8 tháng 9 năm 2019  |
| 402                               | "Áp đảo tuyệt đối! Vũ khí chiến đấu của Hải Quân - Pacifistas!" "Attōteki! Kaigun no Sentō Heiki Pashifisuta" (圧倒的! 海軍の戦闘兵器パシフィスタ)                     | 24 tháng 5 năm 2009  | 10 tháng 9 năm 2019 |
| 403                               | "Lại thêm một kẻ địch khác! Sentomaru Vác Rìu!" "Saranaru Kyōteki Arawaru! Masakari Katsuida Sentōmaru" (さらなる強敵現る! 鉞かついだ戦桃丸)                           | 31 tháng 5 năm 2009  | 11 tháng 9 năm 2019 |
| 404                               | "Đô đốc Kizaru tấn công dữ dội! Sự tuyệt vọng của Băng hải tặc Mũ Rơm!" "Taishō Kizaru no Mōkō – Mugiwara Ichimi Zettaizetsumei!" (大将黄猿の猛攻 麦わら一味絶体絶命!) | 7 tháng 6 năm 2009   | 12 tháng 9 năm 2019 |
| 405                               | "Đồng đội tan biến! Ngày cuối cùng của Băng Mũ Rơm!" "Kiesareta Nakama-tachi – Mugiwara Ichimi Saigo no Hi" (消された仲間たち 麦わら一味最後の日)                      | 14 tháng 6 năm 2009  | 13 tháng 9 năm 2019 |
| Arc Boss Luffy Historical Special | |                      |                     |
| 406                               | "Phiên bản cổ trang đặc biệt! Lão đại Luffy tái xuất giang hồ!" "Jidaigeki Tokubetsu Hen – Rufi-Oyabun Futatabi Kenzan" (時代劇特別編 ルフィ親分再び見参)              | 21 tháng 6 năm 2009  | 14 tháng 9 năm 2019 |
| 407                               | "Phiên bản cổ trang đặc biệt! Cạm bẫy của Thương hội Thriller!" "Jidaigeki Tokubetsu Hen – Yabure! Surirā Shōkai no Wana" (時代劇特別編 破れ! スリラー商会の罠)        | 28 tháng 6 năm 2009  | 15 tháng 9 năm 2019 |

### Mùa 12: Đảo Nữ Nhi (408 - 421)
| #   | Tên tập phim | Ngày phát sóng gốc   | Ngày phát sóng tiếng Việt |
| --- | --- | -------------------- | ------------------------- |
| 408 | "Hạ cánh! Hòn đảo cấm nam giới Amazon Lily!" "Jōriku! Danshi Kinsei no Shima Amazon Rirī" (上陸! 男子禁制の島アマゾン·リリー)                                                        | 5 tháng 7 năm 2009   | 16 tháng 9 năm 2019       |
| 409 | "Khẩn trương quay về với đồng đội! Phiêu lưu trên đảo Nữ Nhi!" "Isoge! Nakama no Moto e – Nyōgashima no Bōken" (急げ! 仲間のもとへ 女ヶ島の冒険)                                     | 12 tháng 7 năm 2009  | 18 tháng 9 năm 2019       |
| 410 | "Ai cũng chìm đắm trong tình yêu! Nữ hoàng hải tặc Hancock!" "Minna Meromero! Kaizoku Jotei Hankokku" (みんなメロメロ! 海賊女帝ハンコック)                                           | 19 tháng 7 năm 2009  | 19 tháng 9 năm 2019       |
| 411 | "Bí mật ẩn giấu sau lưng! Luffy gặp gỡ Xà Công Chúa!" "Senaka ni Kakusareta Himitsu – Sōgū Rufi to Hebihime" (背中に隠された秘密 遭遇ルフィと蛇姫)                                   | 2 tháng 8 năm 2009   | 20 tháng 9 năm 2019       |
| 412 | "Phán quyết tàn nhẫn! Margaret hóa đá!!" "Hijō no Sabaki! Ishi ni Sareta Māgaretto!!" (非情の裁き! 石にされたマーガレット!!)                                                         | 9 tháng 8 năm 2009   | 21 tháng 9 năm 2019       |
| 413 | "Luffy chiến đấu khó khăn! Sức mạnh Haki của chị em Mãng Xà!!" "Rufi Daikusen! Hebi Shimai no Haki no Chikara!!" (ルフィ第苦戦! ヘビ姉妹の覇気の力!!)                                | 16 tháng 8 năm 2009  | 22 tháng 9 năm 2019       |
| 414 | "Dốc toàn lực chiến đấu!! Cao su đấu với Mãng xà!" "Nōryoku Zenkai Batoru!! Gomu Gomu vs. Hebi Hebi" (能力全開バトル!! ゴムゴムVSヘビヘビ)                                           | 23 tháng 8 năm 2009  | 23 tháng 9 năm 2019       |
| 415 | "Lời bộc bạch của Hancock! Quá khứ xấu xí của 3 chị em Gorgon!" "Hankokku no Kokuhaku – Shimai no Imawashiki Kako" (ハンコックの告白 姉妹の忌まわしき過去)                           | 30 tháng 8 năm 2009  | 25 tháng 9 năm 2019       |
| 416 | "Giải cứu Ace! Đích đến mới Đại Giám Ngục!" "Ēsu o Sukue! Arata na Mokutekichi wa Daikangoku" (エースを救え! 新たな目的地は大監獄)                                                   | 6 tháng 9 năm 2009   | 26 tháng 9 năm 2019       |
| 417 | "Tình yêu ập tới như một cơn lốc! Hancock điên cuồng trong tình yêu!" "Koi wa Harikēn! Meromero Hankokku" (恋はハリケーン! メロメロハンコック)                                       | 13 tháng 9 năm 2009  | 27 tháng 9 năm 2019       |
| 418 | "Tung tích của các đồng đội! Khoa học thời tiết và hòn đảo máy móc!" "Nakama-tachi no Yukue – Tenkō no Kagaku to Karakurishima" (仲間達の行方 天候の科学とからくり島)                | 20 tháng 9 năm 2009  | 28 tháng 9 năm 2019       |
| 419 | "Tung tích của các đồng đội! Đảo chim khổng lồ và thiên đường màu hồng!" "Nakama-tachi no Yukue – Kyōdori no Shima to Momoiro no Rakuen!" (仲間達の行方 巨鳥の島と桃色の楽園!)       | 27 tháng 9 năm 2009  | 29 tháng 9 năm 2019       |
| 420 | "Tung tích của các đồng đội! Vương quốc trên cầu và cây ăn thịt người!" "Nakama-tachi no Yukue – Shima o Tsunagu Hashi to Shokujin Shokubutsu" (仲間達の行方 島をつなぐ橋と食人植物) | 4 tháng 10 năm 2009  | 1 tháng 10 năm 2019       |
| 421 | "Tung tích của các đồng đội! Công chúa hồn ma và Linh Vương!" "Nakama-tachi no Yukue – Negatibu Purinsesu to Akumaō" (仲間達の行方 ネガティブ王女と悪魔王)                           | 11 tháng 10 năm 2009 | 2 tháng 10 năm 2019       |

### Mùa 13: Nhà Ngục Dưới Đáy Biển Impel Down (422 - 456)
| Arc Impel Down       | |                      |                      |
| 422                  | "Liều lĩnh xâm nhập! Nhà ngục dưới đáy biển Impel Down!" "Kesshi no Sennyū! Kaitei Kangoku Inperu Daun" (決死の潜入! 海底監獄インペルダウン)                                            | 18 tháng 10 năm 2009 | 3 tháng 10 năm 2019  |
| 423                  | "Tái ngộ nơi địa ngục!? Thực lực của kẻ ăn trái Bara Bara!" "Jigoku de Saikai!? Bara Bara no Mi no Nōryokusha!" (地獄で再会!? バラバラの実の実力者!)                                    | 25 tháng 10 năm 2009 | 4 tháng 10 năm 2019  |
| 424                  | "Băng qua! Địa Ngục Sen Đỏ! Chiến thuật náo động vĩ đại của Buggy!" "Yabure! Guren Jigoku – Bagī no Dohade Daisakusen" (破れ! 紅蓮地獄 バギーのド派手大作戦)                            | 1 tháng 11 năm 2009  | 5 tháng 10 năm 2019  |
| 425                  | "Người mạnh nhất trong nhà ngục! Người Độc Dược Magellan xuất hiện!" "Kangoku Saikyō no Otoko! Doku Ningen Mazeran Tōjō" (監獄最強の男! 毒人間マゼラン登場)                             | 8 tháng 11 năm 2009  | 6 tháng 10 năm 2019  |
| Arc Little East Blue | |                      |                      |
| 426                  | "Tập đặc biệt trước thềm phim điện ảnh! Tham vọng của Sư Tử Vàng Shiki!" "Eiga Rendō Supesharu – Ugokidasu Kinjishi no Yabō" (映画連動特別編 動き出す金獅子の野望)                      | 15 tháng 11 năm 2009 | 8 tháng 10 năm 2019  |
| 427                  | "Tập đặc biệt trước thềm phim điện ảnh! Litte East Blue trở thành mục tiêu!" "Eiga Rendō Supesharu – Nerawareta Ritoru Īsuto Burū" (映画連動特別編 狙われた小さな東の海)                | 22 tháng 11 năm 2009 | 9 tháng 10 năm 2019  |
| 428                  | "Tập đặc biệt trước thềm phim điện ảnh! Cuộc tấn công tàn bạo của Băng hải tặc Amigo!" "Eiga Rendō Supesharu – Amīgo Kaizoku-dan no Mōkō" (映画連動特別編 アミーゴ海賊団の猛攻)         | 29 tháng 11 năm 2009 | 10 tháng 10 năm 2019 |
| 429                  | "Tập đặc biệt trước thềm phim điện ảnh! Quyết chiến! Luffy đấu với Largo!" "Eiga Rendō Supesharu – Kessen! Rufi VS Rarugo" (映画連動特別編 決戦! ルフィVSラルゴ)                        | 6 tháng 12 năm 2009  | 11 tháng 10 năm 2019 |
| Arc Impel Down       | |                      |                      |
| 430                  | "Vương hạ Thất Vũ Hải bị giam cầm! Hiệp Sĩ Biển Xanh Jinbei!" "Toraware no Ōka Shichibukai! Kaikyō no Jinbē" (囚われの王下七武海! 海侠のジンベエ)                                       | 13 tháng 12 năm 2009 | 12 tháng 10 năm 2019 |
| 431                  | "Chiếc bẫy của trưởng đội lính canh Saldeath! Tầng 3 - Địa Ngục Đói Khát!" "Rōbanchō Sarudesu no Wana - Reberu Surī Kiga Jigoku" (牢番長サルデスの罠 LV.3飢餓地獄)                      | 20 tháng 12 năm 2009 | 13 tháng 10 năm 2019 |
| 432                  | "Thiên nga tung cánh! Hội ngộ! Bon Clay!" "Tokihanatareta Suwan! Saikai! Bon Kurē" (解き放たれた白鳥! 再会! ボン・クレー)                                                               | 27 tháng 12 năm 2009 | 15 tháng 10 năm 2019 |
| 433                  | "Tổng giám ngục Magellan hành động! Hoàn thành! Cái bẫy bắt Mũ Rơm!" "Shochō Mazeran Ugoku - Kansei! Mugiwara Hōimō" (署長マゼラン動く 完成! 麦わら包囲網)                              | 10 tháng 1 năm 2010  | 16 tháng 10 năm 2019 |
| 434                  | "Tập trung toàn bộ chiến lực! Tầng 4 - Quyết chiến tại Hỏa Ngục!" "Zensenryoku shūketsu! Reberu Fō - Shōnetsu Jigoku no Kessen" (全戦力集結！ LV4·焦熱地獄の決戦)                       | 17 tháng 1 năm 2010  | 17 tháng 10 năm 2019 |
| 435                  | "Sức mạnh của Magellan! Bon Clay chạy trốn khỏi kẻ địch!" "Mazeran Tsuyoshi! Bon Kurē Tekizen Tōbō" (マゼラン強し! ボン・クレー敵前逃亡)                                                | 24 tháng 1 năm 2010  | 18 tháng 10 năm 2019 |
| 436                  | "Quyết tâm thư hùng! Luffy liều lĩnh tung ra đòn cuối cùng!" "Shiyū Kessu! Sutemi no Rufi Saigo no Ichigeki" (雌雄決す! 捨て身のルフィ最後の一撃)                                       | 31 tháng 1 năm 2010  | 19 tháng 10 năm 2019 |
| 437                  | "Bởi vì cậu ấy là bạn ta! Bon Clay liều mạng giải cứu!" "Dachi dakara - Bon Kurē Kesshi no Kyūshutsugyō" (友達だから ボン・クレー決死の救出行)                                          | 7 tháng 2 năm 2010   | 20 tháng 10 năm 2019 |
| 438                  | "Thiên đường trong Địa ngục! Impel Down tầng 5.5!" "Jigoku ni Rakuen! Inperu Daun Reberu Go ten Go" (地獄に楽園! インペルダウン LV5.5)                                                  | 14 tháng 2 năm 2010  | 22 tháng 10 năm 2019 |
| 439                  | "Bắt đầu điều trị cho Luffy! Sức mạnh thần kỳ của Ngài Iva!!" "Rufi Chiryō Kaishi! Iwa-san Kiseki no Chikara" (ルフィ治療開始! イワさん奇跡の能力)                                      | 21 tháng 2 năm 2010  | 23 tháng 10 năm 2019 |
| 440                  | "Niềm tin vào kì tích! Bon Clay dốc hết lòng cổ vũ!" "Kiseki o Shinjite! Bon Kurē Tamashii no Seien" (奇跡を信じて! ボン・クレー魂の声援)                                               | 28 tháng 2 năm 2010  | 24 tháng 10 năm 2019 |
| 441                  | "Luffy sống lại! Iva bắt đầu kế hoạch đào tẩu!!" "Rufi Fukkatsu! Iwa-san Datsugoku Keikaku Shidō!!" (ルフィ復活! イワさん脱獄計画始動!!)                                                | 7 tháng 3 năm 2010   | 25 tháng 10 năm 2019 |
| 442                  | "Hộ tống Ace! Công thủ của tầng 6 - Tầng thấp nhất!" "Ēsu Gosō Kaishi - Saikasō Reberu Shikkusu Kōbō" (エース護送開始 最下層ＬＶ６の攻防!)                                              | 14 tháng 3 năm 2010  | 26 tháng 10 năm 2019 |
| 443                  | "Đội hình mạnh nhất ra đời! Chấn động Impel Down!" "Saikyō Chīmu Kessei - Shinkan! Inperudaun" (最強チーム結成 震撼! インペルダウン)                                                    | 21 tháng 3 năm 2010  | 27 tháng 10 năm 2019 |
| 444                  | "Hỗn loạn gia tăng! Râu Đen D. Teach xuất hiện!" "Saranaru Konran! Kurohige Tīchi Shūrai!" (さらなる混乱! 黒ひげ・ティーチ襲来!)                                                        | 28 tháng 3 năm 2010  | 29 tháng 10 năm 2019 |
| 445                  | "Cuộc gặp gỡ nguy hiểm! Râu Đen và Shiryu Vần Vũ!" "Kiken na Deai! Kurohige to Ame no Shiryū" (危険な出会い！黒ひげと雨のシリュウ)                                                      | 4 tháng 4 năm 2010   | 30 tháng 10 năm 2019 |
| 446                  | "Không khuất phục! Phó tổng giám ngục Hannyabal dốc toàn lực chiến đấu!" "Iji demo Taorenu! Honki no Hannyabaru" (意地でも倒れぬ！本気のハンニャバル)                                   | 11 tháng 4 năm 2010  | 31 tháng 10 năm 2019 |
| 447                  | "Cơn thịnh nộ của Gomu Gomu No Jet Pistol! Luffy đấu với Râu Đen!" "Ikari no Jetto Pisutoru - Rufi vs Kurohige" (怒りのJETピストル ルフィvs黒ヒゲ)                                      | 18 tháng 4 năm 2010  | 1 tháng 11 năm 2019  |
| 448                  | "Ngăn chặn Magellan! Iva tung đòn tấn công bí mật!" "Mazeran o Tomero! Iwa-san Ōgi Sakuretsu" (マゼランを止めろ！イワさん奥義炸裂)                                                      | 25 tháng 4 năm 2010  | 2 tháng 11 năm 2019  |
| 449                  | "Chiến lược thông minh của Magellan! Kế hoạch vượt ngục gặp bế tắc!" "Mazeran no Kisaku! Habamareta Datsugoku Sakusen" (マゼランの奇策！はばまれた脱獄計画)                             | 2 tháng 5 năm 2010   | 3 tháng 11 năm 2019  |
| 450                  | "Đội vượt ngục lâm vào thế nguy nan! Chiêu thức cấm Venom Demon!" "Datsugoku Chīmu Zettaizetsumei - Kinjite 'Benomu Dēmon'" (脱獄チーム絶体絶命 禁じ手"毒の巨兵)                        | 9 tháng 5 năm 2010   | 4 tháng 11 năm 2019  |
| 451                  | "Xuất hiện đi kỳ tích cuối cùng! Cùng vượt qua Cánh Cổng Chính Nghĩa!" "Okose Saigo no Kiseki - Seigi no Mon o Toppaseyo" (起こせ最後の奇跡 正義の門を突破せ よ)                        | 16 tháng 5 năm 2010  | 6 tháng 11 năm 2019  |
| 452                  | "Đích đến là Tổng bộ Hải quân! Dong buồm ra khơi giải cứu Ace!" "Mezase Kaigun Honbu - Ēsu Kyūshutsu e no Funade" (目指せ海軍本部 エース救出への船出!)                                  | 23 tháng 5 năm 2010  | 7 tháng 11 năm 2019  |
| 453                  | "Tung tích của các đồng đội! Dự báo thời tiết Weatheria và động vật bán cơ khí!" "Nakama-tachi no Yukue - Wezaria Ripōto to Saibōgu Animaru" (仲間達の行方 空島リポートと改造動物)      | 30 tháng 5 năm 2010  | 8 tháng 11 năm 2019  |
| 454                  | "Tung tích của các đồng đội! Chim non khổng lồ và trận quyết đấu màu hồng!" "Nakama-tachi no Yukue - Kyochō no Hina to Momoiro no Taiketsu" (仲間達の行方 巨鳥のヒナと桃色の対決)       | 6 tháng 6 năm 2010   | 9 tháng 11 năm 2019  |
| 455                  | "Tung tích của các đồng đội! Đội quân cách mạng và cái bẫy của khu rừng háu đói!" "Nakama-tachi no Yukue - Kakumeigun to Bōshoku no Mori no Wana!" (仲間達の行方 革命軍と暴食の森の罠!) | 13 tháng 6 năm 2010  | 10 tháng 11 năm 2019 |
| 456                  | "Tung tích của các đồng đội! Bia mộ vĩ đại và quần nhỏ ân tình!" "Nakama-tachi no Yukue - Kyodai no Hakajirushi to Pantsu no On" (仲間達の行方 巨大の墓標とパンツの恩)                  | 20 tháng 6 năm 2010  | 12 tháng 11 năm 2019 |

### Mùa 14: Tổng bộ Hải quân Marineford - Trận chiến Thượng Đỉnh - Ace người anh hùng không bao giờ chết (457 - 516)
| Arc Tổng Bộ Hải Quân Marineford          | |                      |                      |
| 457                                      | "Hồi ức trước thềm Marineford! Lời thề của tình anh em!" "Marinfōdo Chokuzen Kaisou Supesharu - Kyōdai no Chikai!" (海軍本部直前回想特別編 兄弟の誓い!)                                       | 27 tháng 6 năm 2010  | 13 tháng 11 năm 2019 |
| 458                                      | "Hồi ức trước thềm Marineford! Tập hợp! Ba Đô đốc Hải quân!" "Marinfōdo Chokuzen Kaisou Supesharu - Shūketsu! San Taishō" (海軍本部直前回想特別編集結! 三大将)                                | 11 tháng 7 năm 2010  | 14 tháng 11 năm 2019 |
| 459                                      | "Thời khắc quyết chiến cận kề! Bố trận mạnh nhất của Hải quân hình thành!" "Kessen no Toki Semaru! Kaigun Saikyō no Fujin Kansei!" (決戦の刻迫る! 海軍最強の布陣完成!)                        | 18 tháng 7 năm 2010  | 15 tháng 11 năm 2019 |
| 460                                      | "Đại hạm đội xuất hiện! Băng hải tặc Râu Trắng đột kích!" "Kyodai Kantai Arawaru - Shūrai! Shirohige Kaizoku-dan" (巨大艦隊あらわる 襲来! 白ひげ海賊団)                                       | 1 tháng 8 năm 2010   | 16 tháng 11 năm 2019 |
| 461                                      | "Khai màn trận quyết chiến! Quá khứ của Ace và Râu Trắng!" "Kessen no Makuake! Ēsu to Shirohige no Kako" (決戦の幕開け! エースと白ひげの過去)                                                 | 8 tháng 8 năm 2010   | 17 tháng 11 năm 2019 |
| 462                                      | "Sức mạnh phá hủy thế giới! Năng lực của Trái Gura Gura!" "Sekai o Horobosu Chikara! Gura Gura no Mi no Nōryoku" (世界を滅ぼす力! グラグラの実の能力)                                         | 15 tháng 8 năm 2010  | 19 tháng 11 năm 2019 |
| 463                                      | "Thiêu rụi tất cả mọi thứ!! Sức mạnh của Đô đốc Akainu!" "Subete o Yakitsukusu!! Taishō Akainu no Chikara!" (すべてを焼き尽くす!! 大将赤犬の能力!)                                            | 22 tháng 8 năm 2010  | 20 tháng 11 năm 2019 |
| 464                                      | "Hậu duệ của Ma Nhân! Litte Oars Jr tiến công!" "Majin no Shison! Ritoru Ōzu Junia Bakushin!" (魔人の子孫! リトルオーズJr.驀進！)                                                             | 29 tháng 8 năm 2010  | 21 tháng 11 năm 2019 |
| 465                                      | "Công lý thuộc về kẻ chiến thắng! Khởi động! Chiến lược của Sengoku!" "Shōsha dake ga Seigi - Hatsudō! Sengoku no Sakusen" (勝者だけが正義 発動! センゴクの作戦)                              | 5 tháng 9 năm 2010   | 22 tháng 11 năm 2019 |
| 466                                      | "Nhóm Mũ Rơm đã tới! Chiến trường dậy sóng!" "Mugiwara Chīmu Tōchaku - Fūunkyū o Tsugeru Senjō" (麦わらチーム到着 風雲急を告げる戦場)                                                         | 12 tháng 9 năm 2010  | 23 tháng 11 năm 2019 |
| 467                                      | "Dù chết cũng phải cứu anh! Luffy đại chiến Hải quân trận đấu bắt đầu!" "Shindemo Tasukeru - Rufi VS Kaigun Batoru Sutāto" (死んでも助ける ルフィVS海軍戦闘開始)                              | 19 tháng 9 năm 2010  | 24 tháng 11 năm 2019 |
| 468                                      | "Đối đầu liên tục! Binh đoàn Trái Ác Quỷ đấu với quân đội Trái Ác Quỷ!" "Gekisen no Renzoku! Nōryokusha Gundan VS Nōryokusha Gundan" (激戦の連続! 能力者軍団VS能力者軍団)                     | 26 tháng 9 năm 2010  | 26 tháng 11 năm 2019 |
| 469                                      | "Cơn thịnh nộ của Ivankov! Sự thay đổi của Kuma!" "Kuma ni Okita Ihen - Iwa-san Ikari no Ichigeki" (クマに起きた異変 イワさん怒りの一撃)                                                      | 3 tháng 10 năm 2010  | 27 tháng 11 năm 2019 |
| 470                                      | "Kiếm khách Mihawk! Luffy đối đầu thanh Hắc Kiếm!" "Kengō Mihōku - Rufi ni Semaru Kokutō no Zangeki" (剣豪ミホーク ルフィに迫る黒刀の斬撃)                                                    | 10 tháng 10 năm 2010 | 28 tháng 11 năm 2019 |
| 471                                      | "Kế hoạch hủy diệt bắt đầu! Uy lực của quân đoàn Pacifista!" "Senmetsu Sakusen Shidō - Pashifisuta Gundan no Iryoku" (殲滅作戦始動 パシフィスタ軍団の威力)                                    | 17 tháng 10 năm 2010 | 29 tháng 11 năm 2019 |
| 472                                      | "Âm mưu của Akainu! Râu Trắng mắc bẫy!" "Akainu no Bōryaku! Otoshiirerareta Shirohige" (赤犬の謀略! おとしいれられた白ひげ)                                                                   | 24 tháng 10 năm 2010 | 30 tháng 11 năm 2019 |
| 473                                      | "Khởi động bức tường bao vây! Râu Trắng bị dồn vào chân tường!!" "Hōi Sakusen Sadō! Shirohige Kaizoku-dan Zettaizetsumei!!" (包囲壁作動! 白ひげ海賊団絶体絶命!!)                              | 31 tháng 10 năm 2010 | 1 tháng 12 năm 2019  |
| 474                                      | "Thi hành lệnh xử tử! Xuyên thủng bức tường vây!" "Shokei Shikkō Meirei Kudaru - Hōiheki o Toppaseyo!" (処刑執行命令下る 包囲壁を突破せよ!)                                                   | 7 tháng 11 năm 2010  | 3 tháng 12 năm 2019  |
| 475                                      | "Chạy đua tới cục diện cuối cùng! Râu Trắng ra đòn khởi tử hồi sinh!" "Saishū Kyokumen Totsunyū! Shirohige Kishikaisei no Itte" (最終局面突入! 白ひげ起死回生の一手)                          | 14 tháng 11 năm 2010 | 4 tháng 12 năm 2019  |
| 476                                      | "Giới hạn của Luffy! Cuộc chiến tổng lực ở quảng trường Oris!" "Rufi Chikaratsuku! Orisu Hiroba no Sōryokusen!!" (ルフィ力尽く! オリス広場の総力戦!!)                                         | 21 tháng 11 năm 2010 | 5 tháng 12 năm 2019  |
| 477                                      | "Sức mạnh rút ngắn tuổi thọ! Hoóc Môn kích thích của Iva!" "Inochi o Kezuru Chikara - Tenshon Horumon Futatabi" (命を削る力 テンション・ホルモン再び)                                         | 28 tháng 11 năm 2010 | 6 tháng 12 năm 2019  |
| 478                                      | "Vì một lời hứa!! Đụng độ! Luffy và Coby!" "Yakusoku no Tame ni!! Gekitotsu! Rufi to Kobī" (約束のために!! 激突! ルフィとコビー)                                                              | 5 tháng 12 năm 2010  | 7 tháng 12 năm 2019  |
| 479                                      | "Đài hành quyết trước mắt! Con đường đến chỗ Ace đã mở ra!!" "Shokeidai Mokuzen! Hirakareta Ēsu e no Michi!!" (処刑台目前! 開かれたエースへの道!!)                                            | 12 tháng 12 năm 2010 | 8 tháng 12 năm 2019  |
| 480                                      | "Con đường mỗi người đã chọn! Luffy đấu với Garp!" "Sorezore no Eranda Michi - Rufi vs Gāpu!" (それぞれの選んだ道 ルフィVSガープ!)                                                            | 19 tháng 12 năm 2010 | 10 tháng 12 năm 2019 |
| 481                                      | "Ace được cứu thoát! Râu Trắng ra mệnh lệnh thuyền trưởng cuối cùng!" "Ēsu Kyūshutsu! Shirohige Saigo no Senchō Meirei!" (エース救出! 白ひげ最後の船長命令!)                                  | 26 tháng 12 năm 2010 | 11 tháng 12 năm 2019 |
| 482                                      | "Sức mạnh đốt cháy cả lửa! Sự tàn độc của Akainu!" "Hi o mo Yakitsukusu Chikara - Akainu Hijō no Tsuigeki" (火をも焼き尽くす能力 赤犬非情の追撃)                                              | 9 tháng 1 năm 2011   | 12 tháng 12 năm 2019 |
| 483                                      | "Đi tìm câu trả lời! Ace Hỏa Quyền gục ngã trên chiến trường!" "Kotae o Sagashite - Hiken no Ēsu Senjō ni Shisu" (答えを探して 火拳のエース戦場に死す)                                        | 16 tháng 1 năm 2011  | 13 tháng 12 năm 2019 |
| 484                                      | "Tổng bộ Hải quân sụp đổ! Cơn thịnh nộ không lời của Râu Trắng!" "Kaigun Honbu Hōkai! Shirohige Kotobanaki Ikari!" (海軍本部崩壊! 白ひげ言葉なき怒り!)                                        | 23 tháng 1 năm 2011  | 14 tháng 12 năm 2019 |
| 485                                      | "Giải quyết ân oán! Râu Trắng đấu với Băng hải tặc Râu Đen!" "Kejime o Tsukeru - Shirohige VS Kurohige Kaizoku-dan" (ケジメをつける 白ひげVS黒ひげ海賊団)                                     | 30 tháng 1 năm 2011  | 15 tháng 12 năm 2019 |
| 486                                      | "Màn trình diễn bắt đầu! Râu Đen tiết lộ âm mưu!" "Shō no Kaimaku - Akasareta Kurohige no Takurami" (ショーの開幕 明かされた黒ひげの企み)                                                     | 6 tháng 2 năm 2011   | 17 tháng 12 năm 2019 |
| 487                                      | "Akainu cố chấp! Nắm đấm Mắc-ma công kích Luffy!" "Akainu no Shūnen! Rufi o Osou Maguma no Kobushi" (赤犬の執念! ルフィを襲うマグマの拳)                                                      | 13 tháng 2 năm 2011  | 18 tháng 12 năm 2019 |
| 488                                      | "Tiếng thét tuyệt vọng! Vài giây anh hùng thay đổi cả vận mệnh!" "Hisshi no Sakebi - Unmei o Kaeru Yūki aru Sūbyō" (必死の叫び 運命を変える勇気ある数秒)                                      | 20 tháng 2 năm 2011  | 19 tháng 12 năm 2019 |
| 489                                      | "Shanks xuất hiện can thiệp! Trận chiến Thượng Đỉnh cuối cùng cũng kết thúc!" "Shankusu Kenzan! Chōjō Sensō Tsuini Shūketsu" (シャンクス見参! 頂上戦争ついに終結)                             | 6 tháng 3 năm 2011   | 20 tháng 12 năm 2019 |
| Arc Post-War                             | |                      |                      |
| 490                                      | "Tranh giành lãnh địa! Kỷ nguyên mới bắt đầu!" "Gun'yūkakkyosu! "Atarashī Jidai" no Hajimari!" (群雄割拠す! "新しい時代"の始まり!)                                                            | 20 tháng 3 năm 2011  | 21 tháng 12 năm 2019 |
| 491                                      | "Cập bến đảo Nữ Nhi! Hiện thực tàn khốc dày vò Luffy!" "Nyōgashima Jōriku - Rufi o Semeru Kakoku na Genjitsu" (女ヶ島上陸 ルフィを責める過酷な現実)                                           | 27 tháng 3 năm 2011  | 22 tháng 12 năm 2019 |
| Toriko x One Piece Collaboration Special | |                      |                      |
| 492                                      | "Tập đặc biệt! Cập bến Đảo Sành Ăn! Thợ săn cao lương Toriko xuất hiện!" "Saikyō Taggu! Funtō, Rufi to Toriko!" (最強タッグ! 奮闘、ルフィとトリコ!)                                           | 3 tháng 4 năm 2011   | Không phát sóng      |
| Arc Post-War                             | |                      |                      |
| 493                                      | "Luffy và Ace! Cuộc gặp gỡ của những người anh em!" "Rufi to Ēsu - Kyōdai no Deai no Monogatari!" (ルフィとエース 兄弟の出会いの物語!)                                                        | 10 tháng 4 năm 2011  | 24 tháng 12 năm 2019 |
| 494                                      | "Sabo xuất hiện! Cậu bé tại Bến Ảm Đạm!" "Sabo Tōjō! Gurei Tāminaru no Shōnen" (サボ登場! 不確かな物の終着駅の少年)                                                                           | 17 tháng 4 năm 2011  | 25 tháng 12 năm 2019 |
| 495                                      | "Sẽ không trốn chạy! Chiến dịch liều mạng giải cứu của Ace!" "Ore wa Nigenai - Ēsu Kesshi no Kyūshutsu Sakusen" (おれは逃げない エース決死の救出作戦)                                         | 24 tháng 4 năm 2011  | 26 tháng 12 năm 2019 |
| 496                                      | "Một ngày nào đó chúng ta sẽ ra khơi! Chén rượu thề của tình anh em!" "Itsuka Umi e! San'nin no Akudō Chikai no Sakazuki!" (いつか海へ! 三人の悪童ちかいの盃!)                                | 1 tháng 5 năm 2011   | 27 tháng 12 năm 2019 |
| 497                                      | "Rời khỏi Băng Dadan!? Căn cứ bí mật hoàn thành!" "Dadan Ikka to no Wakare!? Kansei! Himitsu Kichi" (ダダン一家との別れ!? 完成! 秘密基地)                                                     | 8 tháng 5 năm 2011   | 28 tháng 12 năm 2019 |
| 498                                      | "Luffy đi học việc!? Người đàn ông từng giao đấu với Vua Hải Tặc!" "Rufi Deshi-iri!? Kaizoku-Ō to Tatakatta Otoko!" (ルフィ弟子入り!? 海賊王と戦った男!)                                      | 15 tháng 5 năm 2011  | 29 tháng 12 năm 2019 |
| 499                                      | "Cuộc chiến đánh bại con hổ! Ai sẽ trở thành thuyền trưởng!" "Ōtora to no Kessen! Senchō ni Naru no wa Dare da!" (大虎との決戦! 船長になるのは誰だ!)                                          | 22 tháng 5 năm 2011  | 31 tháng 12 năm 2019 |
| 500                                      | "Tự do bị cướp mất! Âm mưu của các quý tộc chia cắt tình anh em!" "Ubawareta Jiyū! Sankyōdai ni Semaru Kizoku no Wana" (奪われた自由! 三兄弟に迫る貴族の罠)                                   | 29 tháng 5 năm 2011  | 1 tháng 1 năm 2020   |
| 501                                      | "Ngọn lửa đã được châm ngòi! Bến Ảm Đạm rơi vào hỗn loạn!" "Hanatareta Honō - Gurei Tāminaru no Kiki" (放たれた炎 グレイ・ターミナルの危機)                                                   | 5 tháng 6 năm 2011   | 2 tháng 1 năm 2020   |
| 502                                      | "Tự do ở nơi đâu? Chuyến ra khơi đầy bi thương!" "Jiyū wa Doko ni Aru? Shōnen no Kanashiki Funade" (自由はどこにある? 少年の悲しき船出)                                                       | 12 tháng 6 năm 2011  | 3 tháng 1 năm 2020   |
| 503                                      | "Trông cậy vào cậu đó! Bức thư được gửi đến từ một người anh em!" "Yoroshiku Tanomu! Kyōdai kara Todoita Tegami!" (よろしく頼む! 兄弟から届いた手紙!)                                         | 19 tháng 6 năm 2011  | 4 tháng 1 năm 2020   |
| 504                                      | "Để lời hứa được hoàn thành! Chuyến ra khơi của mỗi người!" "Yakusoku o Hatasu Tame - Sorezore no Tabidachi!" (約束を果たすため それぞれの旅立ち!)                                            | 26 tháng 6 năm 2011  | 5 tháng 1 năm 2020   |
| 505                                      | "Tôi muốn gặp họ! Tiếng thét đẫm nước mắt của Luffy!" "Aitsura ni Aitē! Rufi Namida no Sakebi" (あいつらに会いてェ! ルフィ涙の叫び)                                                           | 3 tháng 7 năm 2011   | 7 tháng 1 năm 2020   |
| 506                                      | "Băng Mũ Rơm sửng sốt! Hung tin đã đến!" "Mugiwara no Ichimi Gekishin! Motarasareta Kyōhō" (麦わらの一味激震! もたらされた凶報)                                                               | 10 tháng 7 năm 2011  | 8 tháng 1 năm 2020   |
| 507                                      | "Cuộc tái ngộ với Minh Vương Rayleigh! Thời khắc quyết định của Luffy!" "Meiō Reirī to no Saikai - Rufi Ketsudan no Toki" (冥王レイリーとの再会 ルフィ決断の時)                               | 17 tháng 7 năm 2011  | 9 tháng 1 năm 2020   |
| 508                                      | "Trở về với thuyền trưởng! Chạy trốn khỏi đảo trên trời và rắc rối ở hòn đảo mùa đông!" "Senchō no Moto e - Sorajima no Datsugoku to Fuyujima no Jiken" (船長のもとへ 空島の脱獄と冬島の事件) | 31 tháng 7 năm 2011  | 10 tháng 1 năm 2020  |
| 509                                      | "Chạm trán! Đại kiếm hào Mihawk! Zoro kiên quyết chiến đấu!" "Sesshoku! Daikengō Mihōku - Zoro Iji no Shitō" (接触! 大剣豪ミホーク ゾロ意地の死闘)                                            | 7 tháng 8 năm 2011   | 11 tháng 1 năm 2020  |
| 510                                      | "Sanji lâm nạn! Nữ hoàng cuối cùng đã về tới vương quốc!" "Sanji no Junan - Ōkoku e to Kikanshita Joō!" (サンジの受難 王国へと帰還した女王!)                                                  | 14 tháng 8 năm 2011  | 12 tháng 1 năm 2020  |
| 511                                      | "Sự trở lại không ai ngờ tới! Luffy đến Marineford!" "Masaka no Saijōriku! Rufi Marinfōdo e!" (まさかの再上陸! ルフィ海軍本部へ)                                                              | 21 tháng 8 năm 2011  | 15 tháng 1 năm 2020  |
| 512                                      | "Gửi đến các đồng đội! Tin tức chấn động được lan truyền!" "Nakama ni Todoke - Kakemeguru Dai- nyūsu!" (仲間に届け かけめぐる大ニュース!)                                                     | 28 tháng 8 năm 2011  | 16 tháng 1 năm 2020  |
| 513                                      | "Các hải tặc bắt đầu hành động! Tân Thế Giới kinh thiên động địa!" "Ugokidasu Kaizoku-tachi! Kyōtendōchi no Shinsekai" (動き出す海賊たち! 驚天動地の新世界)                                   | 4 tháng 9 năm 2011   | 17 tháng 1 năm 2020  |
| 514                                      | "Sinh tồn trong chốn địa ngục! Sanji chiến đấu như một đấng nam nhi!" "Jigoku o Ikinuke - Sanji Otoko o Kaketa Shōbu" (地獄を生き抜け サンジ男をかけた勝負)                                   | 11 tháng 9 năm 2011  | 18 tháng 1 năm 2020  |
| 515                                      | "Tôi sẽ mạnh hơn mạnh hơn nữa! Lời thề của Zoro với thuyền trưởng!" "Madamada Tsuyoku Naru! Zoro Senchō e no Chikai" (まだまだ強くなる! ゾロ船長への誓い)                                     | 18 tháng 9 năm 2011  | 19 tháng 1 năm 2020  |
| 516                                      | "Luffy bắt đầu khổ luyện! 2 năm sau ở nơi hẹn ước!" "Rufi Shugyō Kaishi - Ninengo ni Yakusoku no Basho de" (ルフィ修行開始 2年後に約束の場所で)                                               | 25 tháng 9 năm 2011  | 20 tháng 1 năm 2020  |

Phần sau: Danh sách tập phim One Piece (Mùa 15 – nay)

## Các tập phim Recaps (tóm tắt lại diễn biến)
| #           | Tên tập phim                                                                                    | Ngày phát sóng gốc   |
| ----------- | ----------------------------------------------------------------------------------------------- | -------------------- |
| RC1 (5.5)   | "Kinkyū Kikaku Wan Pīsu Kanzen Kōryakuhō" (緊急企画 ワンピース完全攻略法)                       | 22 tháng 12 năm 1999 |
| RC2 (253.5) | "Otoshidama Supesharu: Mugiwara Kaizoku-dan no Himitsu!" (お年玉スペシャル 麦わら海賊団の秘密!) | 3 tháng 1 năm 2006   |

## TV specials
| #   | Tên tập phim | Ngày phát sóng gốc   |
| --- | --- | -------------------- |
| SP1 | "Mùa thu của Luffy " "Rufi Rakka! Hikyō - Umi no heso no daibōken" (ルフィ落下！秘境・海のヘソの大冒険)                                                 | 20 tháng 12 năm 2000 |
| SP2 | "Mở cánh cửa lớn" "Ōunabara ni Hirake! Dekkai Dekkai Chichi no Yume!" (大海原にひらけ！でっかいでっカイ父の夢！)                                        | 6 tháng 4 năm 2003   |
| SP3 | "Bảo vệ! Buổi biểu diễn vĩ đại cuối cùng" "Mamoru! Saigo no Ō Butai" (守れ！最後の大舞台)                                                               | 14 tháng 12 năm 2003 |
| SP4 | "Hồi ký thám tử của đội trưởng Luffy Mũ Rơm" "Nenmatsu Tokubetsu Kikaku! Mugiwara no Rufi Oyabun Torimonochō" (年末特別企画！麦わらの ルフィ親分捕物帖) | 18 tháng 12 năm 2005 |